# 캅카스 전역
캅카스 전역(-戰役, 러시아어: Кавказский фронт, 튀르키예어: Kafkasya Cephesi) 또는 캅카스 전선은 제1차 세계 대전 중 중동 전구의 일부로서 러시아 제국과 오스만 제국, 그리고 이후 아르메니아, 아제르바이잔, 조지아, 북캅카스 산악공화국, 독일 제국, 카스피 중앙 디크타투라, 대영 제국 간의 무력 분쟁을 포함한다. 캅카스 전역은 남캅카스에서 아르메니아 고원 지역까지 확장되었고, 트라브존, 비틀리스, 무시, 반에 이르렀다. 육상전은 흑해에서의 해상 교전과 동반되었다.
러시아의 군사 작전은 1914년 11월 1일 러시아가 튀르키예령 아르메니아를 침공하면서 시작되었다.
1917년 2월, 러시아 혁명 이후 러시아의 진격은 중단되었다. 러시아 캅카스군 (1914년~1917년)은 곧 해체되었고, 이전에 러시아군 소속이었던 아르메니아 의용대와 비정규 부대로 구성된 새로 설립된 자캅카스 국가의 군대로 대체되었다. 1918년 동안 이 지역에서는 카스피 중앙 디크타투라, 산악 아르메니아 공화국, 그리고 메소포타미아 전선과 서부 전선에서 차출된 병력으로 구성된 연합군 개입 부대인 던스터포스가 설립되었다.
1918년 3월 3일, 브레스트-리토프스크 조약으로 오스만 제국과 러시아 간의 전역이 종료되었고, 1918년 6월 4일 오스만 제국은 아르메니아, 아제르바이잔, 조지아가 독립을 획득하는 바툼 조약에 서명했다. 그러나 오스만 제국은 무드로스 휴전 협정이 1918년 10월 30일에 서명될 때까지 카스피 중앙 디크타투라, 산악 아르메니아 공화국, 대영 제국의 던스터포스와 계속 교전 중이었다.
튀르키예의 아르메니아인 집단학살은 1915년 4월 250명의 아르메니아인이 체포되면서 시작되었다. 공식적인 이유는 아르메니아인들이 러시아인들과 결탁하여 잠재적인 제5열이 될 수 있다는 것이었다. 집단학살은 1918년까지 계속되었다.

## 배경
오스만 제국의 주요 목표는 1877~78년 러시아-튀르크 전쟁의 결과로 러시아 제국에 점령된 지역을 포함하여 캅카스 영토를 회복하는 것이었다. 오스만군을 위한 캅카스 전역의 전략적 목표는 아르트빈, 아르다한, 카르스, 그리고 바투미 항구를 되찾는 것이었다. 이 지역에서의 성공은 러시아군을 폴란드 및 갈리시아 전선에서 이 전선으로 전환시키는 것을 의미했을 것이다. 캅카스 전역은 러시아군에 교란 효과를 줄 것이었다. 이 계획은 독일의 공감을 얻었다. 독일은 부족한 자원을 공급했고, 오스만 제3군의 병력은 원하는 교란을 달성하는 데 사용되었다. 엔베르 파샤 전쟁부 장관은 성공이 티플리스를 넘어 캅카스 무슬림의 반란과 함께 경로를 개방하는 데 도움이 될 것이라고 희망했다. 오스만의 전략적 목표는 카스피해 주변의 탄화수소 매장지에 대한 러시아의 접근을 차단하는 것이었다.
러시아는 캅카스 전선을 동부 (유럽) 전선에 비해 부차적인 것으로 보았다. 동부 전선에는 러시아의 가장 많은 병력과 자원이 배치되어 있었다. 러시아는 1877년 튀르크로부터 카르스 시를 점령했고, 카르스 항구와 바투미 항구를 되찾으려는 오스만의 캅카스 진격을 두려워했다. 1915년 3월, 러시아 외무장관 세르게이 사조노프는 영국 대사 조지 부캐넌과 프랑스 대사 모리스 팔레올로그와의 회의에서 지속적인 전후 해결을 위해서는 콘스탄티노플(오스만 제국의 수도), 보스포루스 해협과 다르다넬스 해협, 마르마라해, 에노스-미디아 선까지의 남부 트라키아, 그리고 보스포루스 해협과 사카리아강 사이의 아나톨리아 흑해 연안의 일부 및 이즈미트만 근처의 불확실한 지점에 대한 러시아의 완전한 소유권이 필요하다고 주장했다. 러시아 차르 정권은 북아나톨리아와 이스탄불의 무슬림 인구를 더 신뢰할 수 있는 코사크 정착민으로 대체할 계획이었다.
영국은 러시아 혁명군과 협력하여 엔베르 파샤의 독립적인 자캅카스 설립 목표를 저지했다. 영국-페르시아 석유 회사는 오스만의 야망이 계획된 경로에 있었고, 페르시아 제국 전역에서 석유 매장지를 개발할 독점권을 소유하고 있었으나, 아제르바이잔, 길란, 마젠다란, 아스드라바드, 호라산 주는 제외되었다. 1914년 전쟁 전, 영국 정부는 해군용 석유 연료 공급 계약을 회사와 체결했다.

## 병력

### 오스만 제국
오스만 제국은 이 지역에 제3군이라는 하나의 군대를 주둔시켰다. 1916년에는 증원군을 보내 제2군을 편성했다. 분쟁 초기에 오스만 제국의 총 병력은 100,000명에서 190,000명에 달했다. 1916년 초, 튀르키예는 이전에 갈리폴리 전역에서 승리했던 병력으로 구성된 대규모 증원군을 캅카스에 보냈는데, 그 총수는 445개 대대, 159개 비행대, 그리고 약 12,000명의 쿠르드족이었다. 많은 병력들이 장비가 불량했다.

### 러시아
전쟁 전, 러시아는 러시아 캅카스군을 이곳에 주둔시켰는데, 일라리온 보론초프-다시코프 캅카스 총독의 명목상 지휘 하에 100,000명의 병력이 있었다. 실제 지휘관은 참모총장 니콜라이 유데니치였다. 캅카스 전역이 시작될 때, 러시아는 타넨베르크 전투와 마주리 호수 전투에서의 패배로 인해 병력의 거의 절반을 프로이센 전선으로 재배치해야 했고, 60,000명의 병력만 남게 되었다. 그러나 이 군대는 캅카스에 주둔한 아르메니아인 장군 나자르베코프, 실리키안, 피루모프와 함께 훨씬 더 큰 아르메니아인의 지원을 받았다. 러시아 캅카스군은 러시아 혁명 이후 정규 러시아 연대가 전선에서 이탈하면서 1917년에 해체되었다. 1917년 러시아 캅카스군이 해체될 무렵, 110,000명에서 120,000명의 아르메니아계 병사들이 있었다. 이 숫자는 오스만군에 대항한 근동 지역의 전체 아르메니아인 (다른 연합군 포함)의 경우 150,000명에 달했다.

### 아르메니아
1914년 여름, 아르메니아 의용대는 러시아군 소속으로 창설되었다. 처음에는 캅카스 총독부 산하의 분견대 (러시아 캅카스 사령부의 일부가 아닌)로 설립되었다. 이 병력은 안드라니크 오자니안이 지휘했다. 다른 지도자로는 드라스타마트 카나얀, 하마자스프 스르반트티얀, 아르샤크 가파비안, 사르기스 메흐라비안이 있었다. 오스만 대표 카레킨 바스테르마지안 (아르멘 카로)도 이 병력에 합류했다. 처음에는 20,000명이었으나, 분쟁 내내 그 수가 증가했다고 보고되었다. 1916년 초, 니콜라이 유데니치는 이 부대들을 러시아 캅카스군에 통합하거나 해체하기로 결정했다.
아르메니아 민족 해방 운동은 이 분쟁 동안 아르메니아 페다이(아르메니아어: Ֆէտայի 페타이)를 지휘했다. 이 민간군은 일반적으로 세바스티아의 무라드(아르메니아어: Սեբաստացի Մուրատ 세바스타치 무라트)와 같은 유명한 지도자들을 중심으로 조직되었다. 이들은 일반적으로 아르메니아 당파 게릴라 분견대로 불렸다. 아르메니아 국회 의장 보고스 누바르는 1919년 파리 강화 회의에서 이들이 주요 아르메니아 부대와 동행했다고 선언했다. 반에서 에르진잔까지의 러시아 방어선은 이 부대들을 통해 조직되었다.
1917년 12월, 아르메니아 민족 해방 운동의 다슈나크는 아르메니아 국민 회의를 통해 군사력을 확립했다. 군단은 토브마스 나자르베키안 장군의 지휘 아래 재편성되었다. 드라스타마트 카나얀은 민간 위원으로 임명되었다. 전선은 모브세스 실리키안, 안드라니크 오자니안, 미하일 아레시안의 세 가지 주요 사단으로 구성되었다. 또 다른 정규 부대는 코르가니안 대령의 지휘 아래에 있었다. 반에서 에르진잔까지의 전선도 이 부대들을 통해 조직되었다. 아드리아닉은 150,000명의 병력을 가졌다고 언급되었다. 아르메니아 제1공화국 선언 이후 나자르베키안은 전체 아르메니아 국가의 첫 번째 총사령관이 되었다.
1918년 초, 아르메니아 국민군(구 러시아군 병력 17,000명과 지역 자원병 4,000명으로 구성)은 보병 약 20,000명과 기병 1,000명으로 구성되었으며, 앨런과 무라토프에 따르면 1918년 1월 1일 아르메니아 군단은 다음과 같았다:
- 2개 보병 사단:
  - 4개 연대 (연대당 3개 대대)
- 3개 보병 여단:
  - 여단당 4개 대대
- 1개 기병 여단:
  - 2개 연대:
    - 연대당 4개 대대
- 일부 민병대 대대
- 6개 포병대대:
  - 포대당 4문

(N.B. 대대의 병력은 400명에서 600명 사이를 오갔다.)
초기 튀르키예의 견해와 달리, 아르메니아군은 실제로 상당히 잘 무장되고 훈련되었다. 보병은 거의 4년 동안 러시아군과 함께 싸운 드루지니 부대의 베테랑 병사들로 구성되었으며, 쇠퇴하는 러시아군이 남긴 최상의 장비를 회수하는 것이 허용되었고 실제로 회수했다. 오스만군이 제시한 대체 추정치는 1918년 초까지 아르메니아군이 50,000명에 달했으며, 전후 러시아 자료는 아르메니아군의 병력을 2개 베테랑 소총 사단, 3개 자원병 여단, 1개 기병 여단으로 추정한다.

### 기타
라이오넬 던스터빌은 1917년에 장갑차를 동반한 1,000명 미만의 호주, 영국, 캐나다, 뉴질랜드 병력으로 구성된 연합군을 지휘하도록 임명되었다.
일본은 캅카스 전선에서 러시아를 지원했지만, 일본군이 직접 전투 작전에 참여하는 것은 제한적이었다. 이미 1914년 11월~12월에 일본은 러시아에 다수의 국내 생산 소총(6.5mm 구경)을 공급하기 시작했다. 이 무기 중 일부는 캅카스군으로 보내졌다. 총 300,000정의 일본 소총이 캅카스 및 북부 전선에 공급되었다.
여러 일본 장교들이 캅카스 전선으로 파견되었다:
- 1916년 7월, 포병 대위 쓰루마쓰 도키노리는 캅카스군에 동행할 허가를 받은 최초의 외국 장교가 되었다.[16]
- 일본의 간인노미야 고토히토 친왕은 캅카스 전선 총사령관 니콜라이 니콜라예비치에게 국화훈장을 수여하기 위해 젠지로 이시자카 장군을 티플리스로 보냈다.[17]
- 모스크바 주재 일본 영사 히라타 토모는 1917년 여름 캅카스 전선으로 파견되었다. 혁명 후 그는 개입에 참여하기 위해 전선에 남아 있었다.[18]
- 일본군 관찰자 타케다 대위와 오바타 대위는 1916년 겨울부터 1917년 겨울까지 전선에서 활동했다.[19]

1916년 11월, 러시아 해군부의 요청으로 타나카 고타로 대위가 이끄는 12명의 일본 잠수부와 기술자가 세바스토폴로 파견되어 전함 "예카테리나 2세"를 인양하는 데 참여했다.
일본인 자원병들도 캅카스 전선에서 러시아군에 합류하여 싸웠다. 1916년 1월에 전투에서 사망한 두 명의 병사가 알려져 있으며, 다른 9명의 일본인은 캅카스군의 일원으로 계속 싸웠다. 언론은 캅카스 전선에 일본군을 파견할 가능성에 대한 문제를 제기했지만, 정부는 이 옵션을 추진하지 않았다.

전역에 참여한 병력
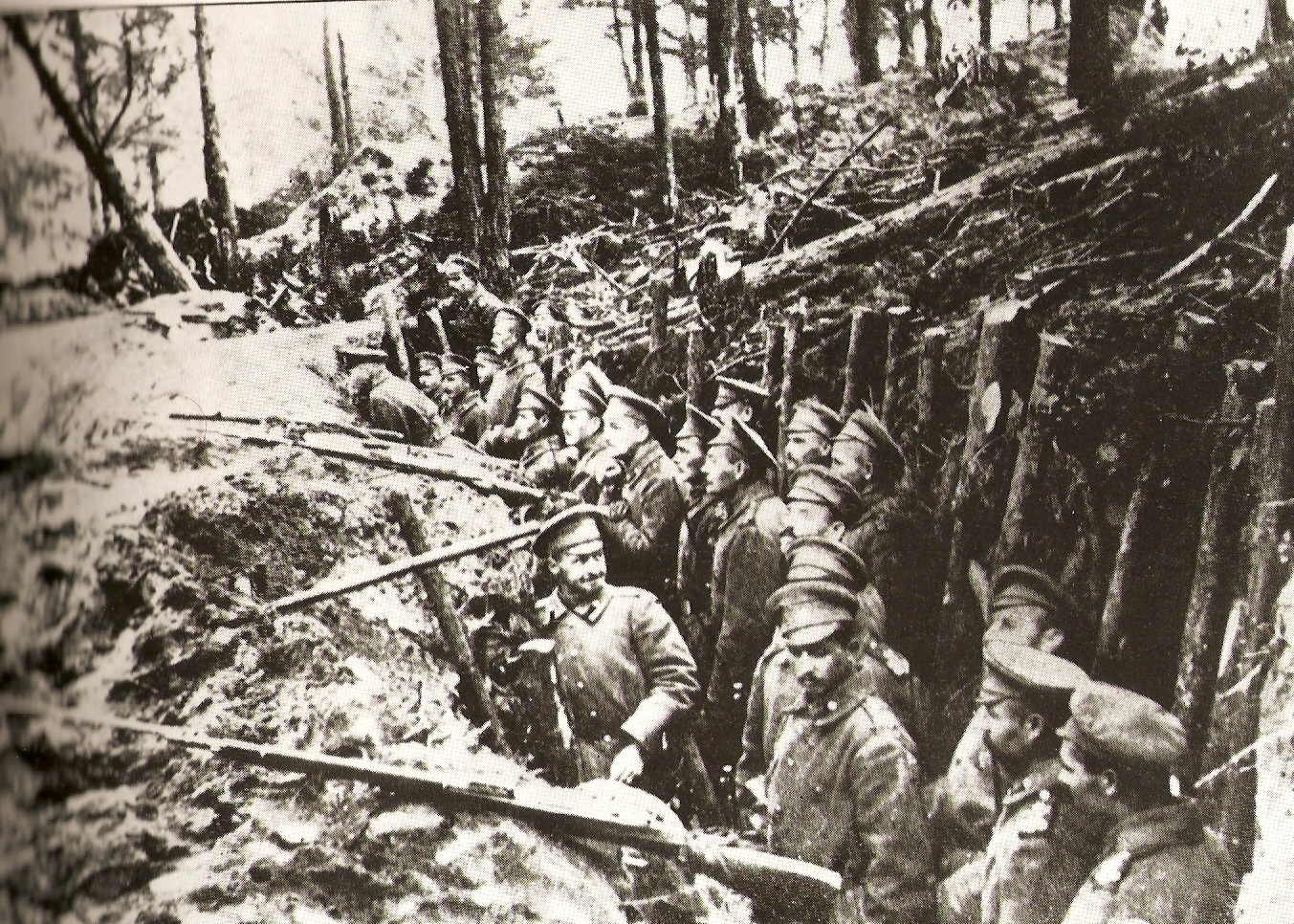
1914년, 러시아 캅카스군이 사리카미스에 있다
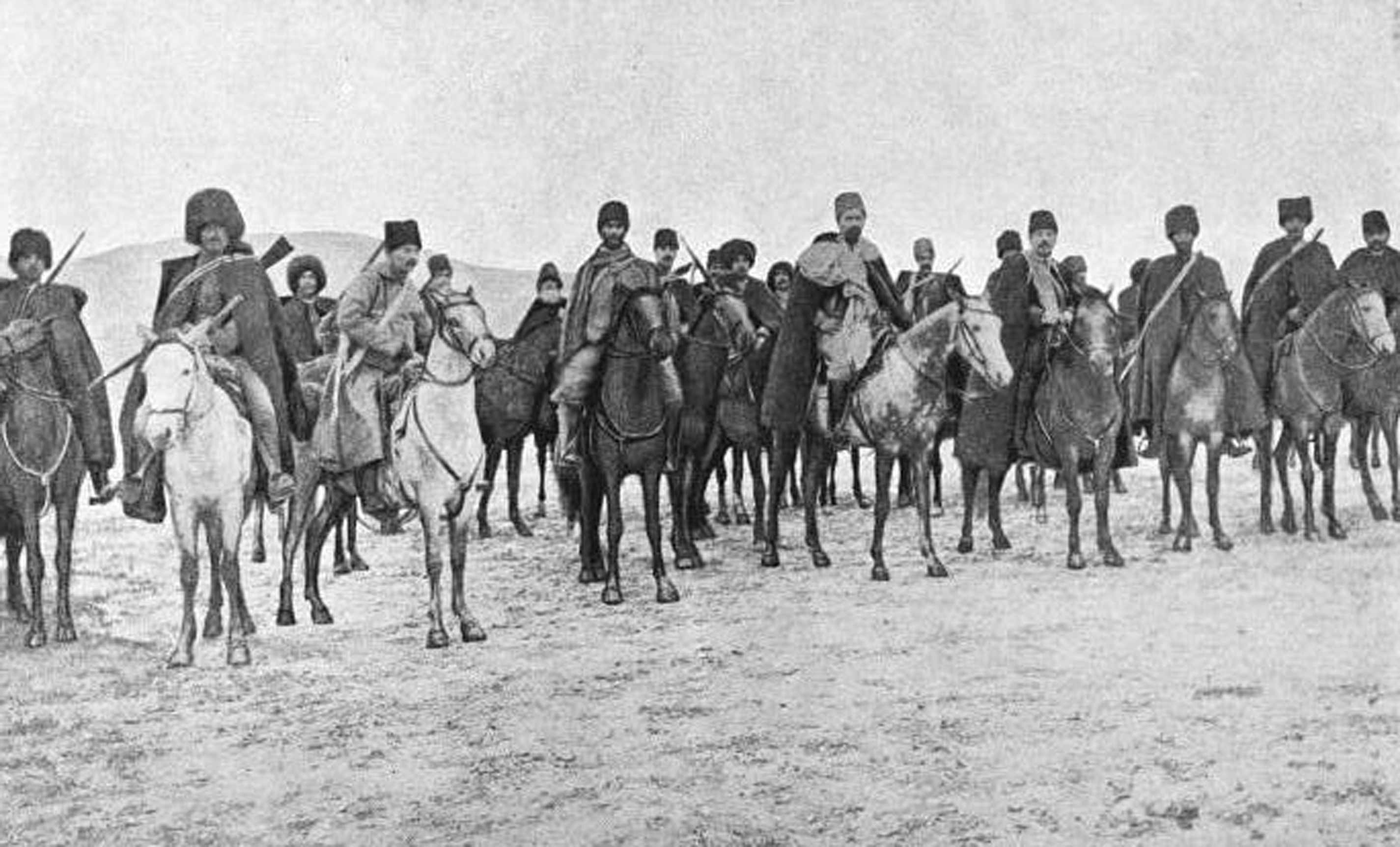
1914년, 아르메니아 의용대 참모; 헤초, 드로, 그리고 아르멘 가로
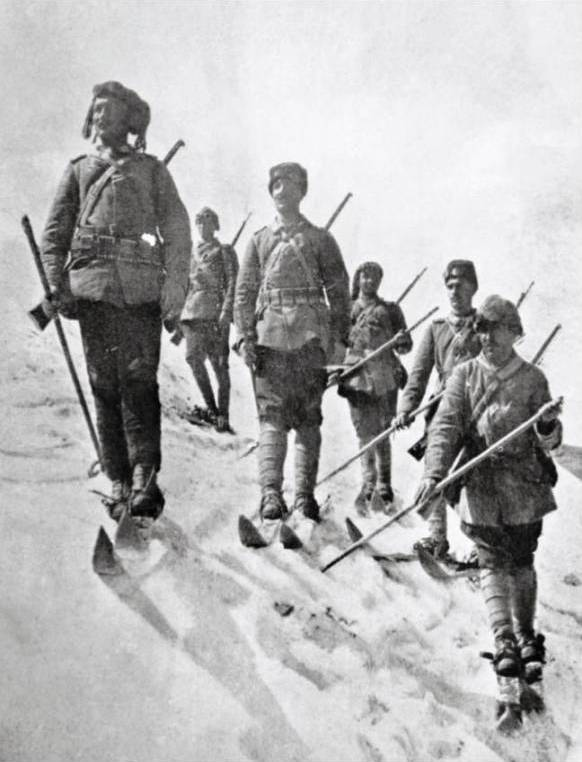
1914년, 동계 장비를 갖춘 오스만 제3군
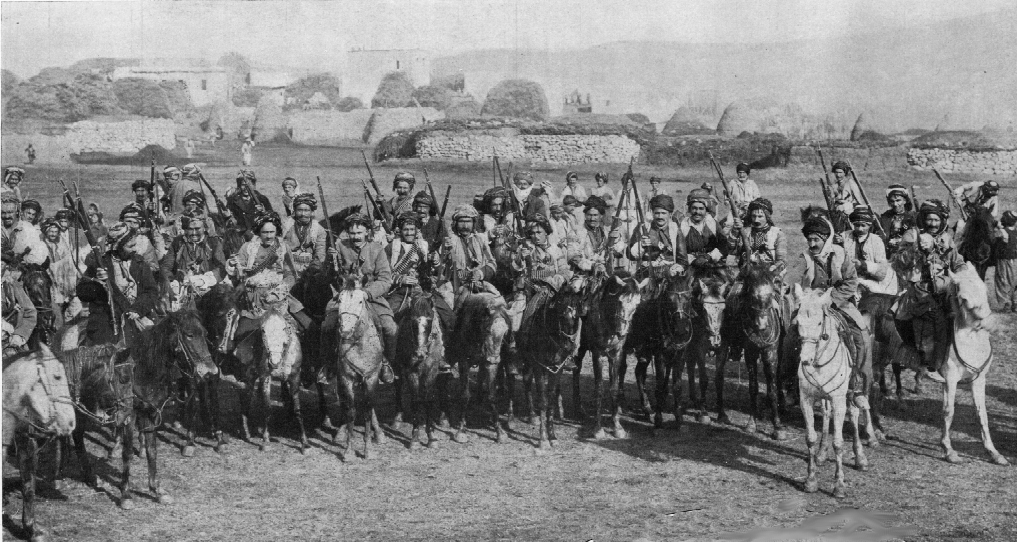
1915년, 쿠르드 기병대 병력

## 작전

### 1914년
11월 1일, 베르그만 공세에서 러시아군이 먼저 국경을 넘었다. 그들은 도우베야지트와 쾨프뤼쾨이를 점령할 계획이었다. 이 목표를 위해 편성된 병력은 보병대대 25개, 기병대 37개, 포병 120문이었다. 좌우 두 개의 날개를 가졌다. 우익에서는 러시아 제1군단이 국경을 넘어 사리카미시에서 쾨프뤼쾨이 방향으로 진격했다. 그들은 11월 4일에 쾨프뤼쾨이에 도착했다. 좌익에서는 러시아 제4군단이 예레반에서 파신레르 평원으로 이동했다. 제3군 사령관 하산 이즈제트 파샤는 혹독한 겨울 조건에서의 공격 작전에 반대했다. 그의 계획은 방어 태세를 유지하고 적절한 시기에 반격하는 것이었다. 이는 엔베르 파샤 전쟁부 장관에 의해 번복되었다. 11월 7일, 튀르키예 제3군은 제11군단과 모든 기병대의 참여로 공세를 시작했다. 러시아군은 제18사단과 제30사단의 철수 후 영토를 얻었다. 오스만군은 쾨프뤼쾨이에서 진지를 유지하는 데 성공했다. 11월 12일까지, 아흐메트 페브지 파샤가 이끄는 튀르키예 제9군단은 좌익에서 제11군단을 증원했다. 제3군은 기병대의 지원을 받아 러시아군을 다시 밀어내기 시작했다. 제3보병연대는 11월 17일에서 20일 사이에 아자프 공세 이후 쾨프뤼쾨이를 침공하는 데 성공했다. 전선은 11월 말까지 안정되었으며, 러시아군은 에르주룸-사리카미시 축을 따라 오스만 제국으로 25km 전진했다. 공격의 남쪽 측면에서는 러시아의 성공이 있었는데, 아르메니아 자원병들이 효과적으로 카라쾨세와 도우베야지트를 점령했다. 도우베야지트는 반 주의 북쪽 이웃이었다.
12월 동안 니콜라이 2세가 캅카스 전역을 방문했다. 아르메니아 교회의 수장과 티플리스 아르메니아 국민 협의회 의장 알렉산드르 하티시안이 그를 맞이했다.
모든 나라의 아르메니아인들이 영광스러운 러시아군의 대열에 합류하기 위해 서둘러 피를 바쳐 러시아군의 승리에 기여하고 있습니다... 러시아 국기가 다르다넬스 해협과 보스포루스 해협 위에서 자유롭게 휘날리게 하십시오. 튀르크의 멍에 아래 남아 있는 [아르메니아] 민족이 자유를 얻게 하소서. 그리스도의 신앙을 위해 고통받은 튀르키예의 아르메니아 민족이 새로운 자유의 삶을 위해 부활하게 하소서... — 니콜라이 2세

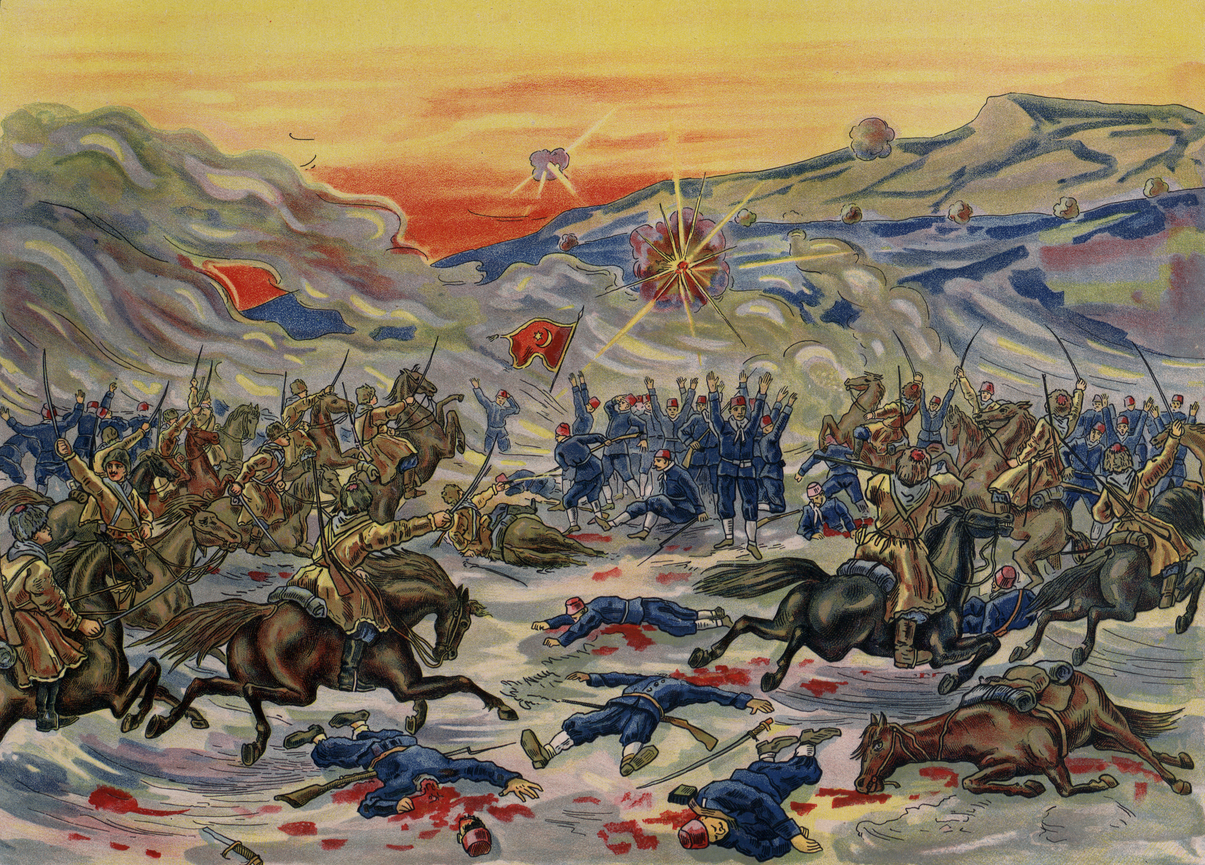
사리카미스 전투에서의 러시아 승리를 묘사한 러시아 선전 포스터

1914년 12월 15일, 아르다한 전투에서 도시가 튀르크에 점령되었다. 이는 독일 중령 스타게가 지휘한 작전이었다. 스타게 베이 분견대의 임무는 러시아군을 교란하고 묶어두기 위한 눈에 띄는 작전을 수행하는 것이었다. 스타게 베이의 초기 임무는 코로크 지역에서 작전하는 것이었다. 이 부대는 도로를 점령한 반란을 일으킨 아자르족의 물질적 지원을 받았다. 이후 엔베르는 사리카미시 전투를 지원하는 방향으로 원래 계획을 수정했다. 스타게 베이 분견대는 사리카미시-카르스 선에 대한 러시아 지원 연결을 끊으라는 명령을 받았다. 1월 1일, 이 부대는 아르다한에 있었다.
12월 22일, 사리카미스 전투에서 제3군은 카르스 방향으로 진격하라는 명령을 받았다. 제3군의 진격에 직면하여 보론초프 총독은 러시아 캅카스군을 카르스까지 후퇴시킬 계획이었다. 유데니치는 보론초프의 철수 요청을 무시했다. 그는 사리카미스를 방어하기 위해 머물렀다. 엔베르 파샤는 제3군의 개인 지휘권을 장악하고 러시아군에 대한 전투를 명령했다.

### 1915년
1월 6일, 제3군 본부는 포격을 받았다. 하피즈 하키 파샤는 전면 후퇴를 명령했다. 1월 7일, 잔존 병력은 에르주룸으로 행군을 시작했다. 그 결과로 벌어진 사리카미시 전투는 엄청난 패배였다. 전체 병력의 10%만이 출발 지점으로 돌아오는 데 성공했다. 제9군단 전체가 러시아군에게 항복했다. 1월 중순까지 이 전역에서 싸운 튀르크군 95,000명 중 18,000명 미만이 살아남았다. 30,000명은 추위로 사망했다고 한다. 이 지역의 평균 고도는 해발 6,500피트였으며, 튀르크군은 단일 철도와 눈으로 막힌 도로를 통해 보급되었다.

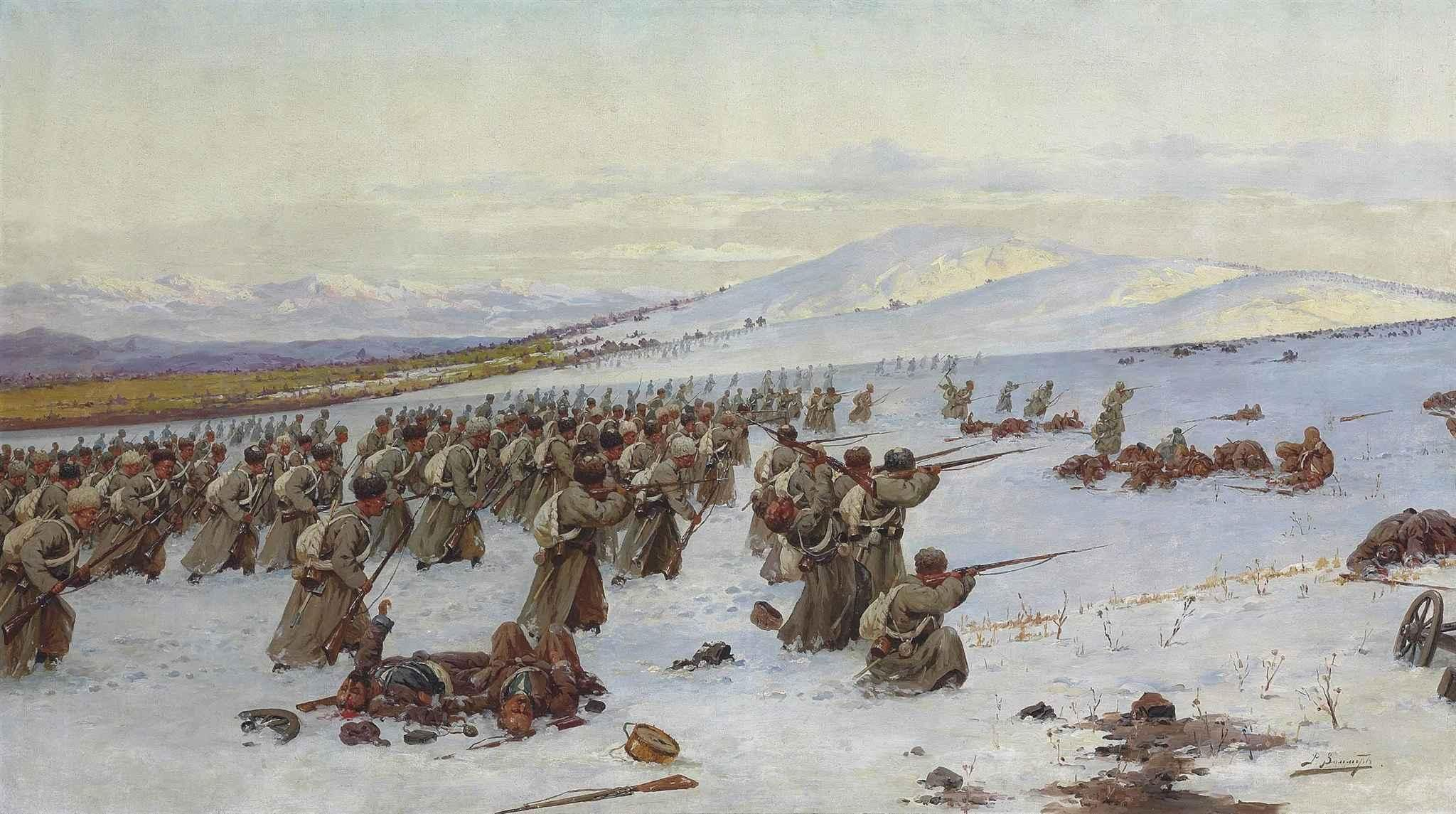
캅카스에서의 러시아군 공격

이후 엔베르는 지휘권을 포기했다. 아르메니아 의용대는 결정적인 순간에 오스만 작전에 도전하여 그들의 패배에 분명히 기여했으며, 그의 경험은 엔베르를 포함한 세 명의 파샤가 몇 달 후 아르메니아인 집단학살을 감행하기로 결정하게 된 촉매 중 하나였을 수 있다. 콘스탄티노플로 돌아온 후, 엔베르는 이 패배를 이 지역에 거주하는 아르메니아인들이 러시아 편에 적극적으로 가담했기 때문이라고 비난했다.
1915년 1월 18일, 스타게 중령의 튀르크 부대는 아르다한 주변 지역에서 소환되었다. 이 부대는 지역 후방에 머물렀고, 1915년 3월 1일에야 초기 위치를 되찾았다.
2월, 유데니치 장군은 승리로 칭찬받았고 캅카스의 모든 러시아군 총사령관으로 승진했다. 연합국(영국과 프랑스)은 러시아에 서부 전선의 압력을 완화해 달라고 요청했다. 그 대가로 러시아는 연합국에 해군 공격으로 캅카스의 압력을 완화해 달라고 요청했다. 그 결과로 벌어진 흑해 작전은 러시아군에게 병력을 보충할 약간의 여유를 주었다. 또한 오스만 제국의 수도를 점령하려는 갈리폴리 전역에서의 작전도 이 전선의 러시아군에게 도움이 되었다. 2월 12일, 제3군 사령관 하피즈 하키 파샤가 티푸스로 사망했고, 마흐무트 카밀 파샤 준장이 그 자리를 대신했다. 카밀은 오스만군을 다시 정비해야 하는 막중한 임무에 직면했다. 이스탄불의 군사 계획가들은 러시아군이 본토 깊숙이 진격하는 것을 두려워했다.
3월 동안 전략적 상황은 안정적으로 유지되었다. 완전히 황폐화된 제3군은 제1군과 제2군에서 증원군을 받아 새로운 피를 수혈받았지만, 이 보충병력은 사단보다 강하지 않았다. 갈리폴리 전투는 오스만의 모든 자원을 고갈시키고 있었다. 한편, 러시아군은 남쪽에서 엘레슈키르트, 아르그르, 도우베야지트 마을을 점령하고 있었다. 군사 작전은 소규모 교전 이상으로 확대되지 않았다. 오스만군은 동아나톨리아 지역 전체를 확보할 병력이 충분하지 않았다.

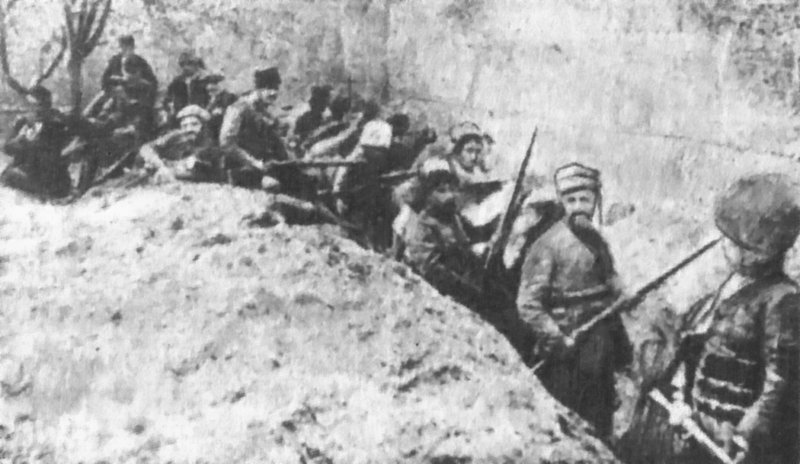
반 포위전, 1915년 5월 반 성벽 도시에서 오스만군에 맞서 방어선을 지키는 아르메니아군

4월 20일, 반 시에서의 저항이 시작되었다. 아르메니아 수비대는 30,000명의 주민과 15,000명의 난민을 1,500명의 유능한 소총병으로 보호하고 있었는데, 이들은 300정의 소총과 1,000정의 권총 및 구식 무기를 공급받았다. 이 분쟁은 유데니치 장군의 병력이 그들을 구하러 올 때까지 3주 이상 지속되었다. 유데니치 장군은 오스만 영토로 진격하는 공세(5월 6일)를 시작했다. 이 공세의 한쪽 날개는 반호 쪽으로 향하여 반의 아르메니아 주민들을 구원했다. 트루힌 장군 휘하의 트랜스바이칼 코사크 여단과 일부 아르메니아 자원병이 반으로 진격했다.

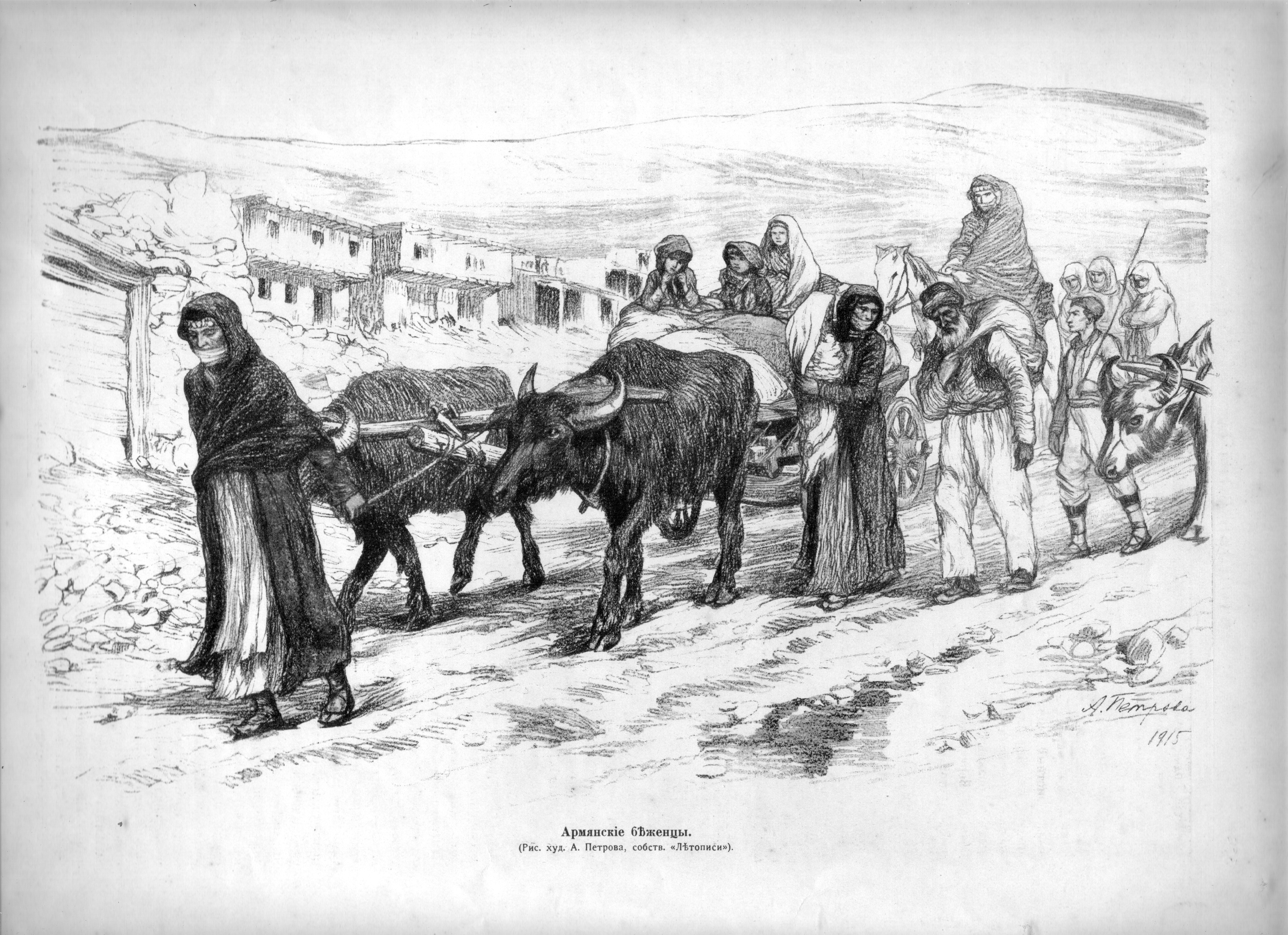
1915년, 반 포위전 이후 러시아군이 철수하면서 25만 명의 아르메니아 난민들이 캅카스로 피난했다

4월 24일, 내무장관 메흐메트 탈라트는 4월 24일 명령(아르메니아인들은 붉은 일요일로 알려진)을 통과시켰는데, 이 지역의 아르메니아인들이 러시아의 지휘 아래 조직되어 정부에 반란을 일으켰다고 주장했다. 그는 오스만 학살로부터 반을 방어한 것을 예로 들었다. 이것이 아르메니아인 집단학살의 시작이었다.
5월 6일, 러시아군은 토르툼 계곡을 통해 에르주룸 방면으로 진격을 시작했다. 오스만 제29사단과 제30사단은 이 공격을 막아냈다. 오스만 제10군단은 러시아군을 반격했다. 그러나 이 진격의 남부에서 오스만군은 북부만큼 성공적이지 못했다. 5월 11일 말라즈기르트 마을이 함락되었다. 5월 17일, 러시아군이 반 마을에 입성했다. 5월 21일, 유데니치 장군이 도시에 도착하여 도시와 성채의 열쇠를 넘겨받았고, 아르메니아 임시 정부를 아람 마누키안을 총독으로 임명하여 확정했다. 페다이는 반 시를 넘겨주었다. 반이 확보되자, 여름 내내 전투는 서쪽으로 이동했다. 오스만군은 계속 밀려났다. 반호 남쪽 지역은 매우 취약했다. 튀르크군은 600km가 넘는 전선을 50,000명의 병력과 130문의 포병만으로 방어해야 했다. 그들은 러시아군에 비해 분명히 수적으로 열세였다. 이 지역은 산악 지형이라 공격하거나 방어하기 어려웠다.

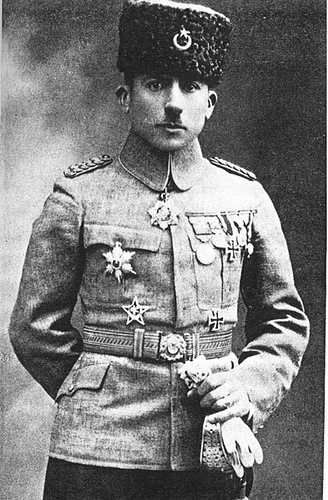
오스만군에서 복무한 베네수엘라 장교인 라파엘 데 노갈레스 멘데스는 반 포위전에 참전했으며, 전후 전투와 그 여파에 대한 최고의 기록 중 하나를 남겼다.

5월 27일, 러시아 공세 중 탈라트 파샤 내무부 장관은 테흐치르 법을 통해 모든 아르메니아인을 시리아와 모술로 강제 이주시키도록 명령했다.
6월 13일까지 러시아 부대는 출발선으로 돌아왔다. 6월 19일, 러시아군은 또 다른 공세를 시작했다. 이번에는 반호 북서쪽이었다. 오가놉스키 지휘하의 러시아군은 말라즈기르트 서쪽 언덕으로 공격을 개시했다. 러시아군은 오스만군의 규모를 과소평가했고, 대규모 튀르크군이 반격하여 놀랐다. 러시아군은 말라즈기르트에서 무시로 행군하기 시작했다. 그러나 그들은 튀르크 제9군단이 제17사단 및 제28사단과 함께 무시로 이동하고 있다는 사실을 알지 못했다. 조건이 매우 어려웠음에도 불구하고, 튀르크군은 매우 효율적인 재편성을 실행하고 있었다. 제1 및 제5원정군은 러시아 공세군의 남쪽에 배치되었고, 압둘케림 파샤 준장의 지휘하에 "우익 그룹"이 설립되었다. 이 그룹은 제3군과는 독립적이었으며, 압둘케림 파샤는 엔베르 파샤에게 직접 보고했다. 튀르크군은 러시아의 공격에 맞설 준비가 되어 있었다.
9월 24일, 니콜라이 대공은 캅카스의 모든 러시아군을 총괄하는 지휘관으로 승진했다. 실제로는 그는 캅카스 전역의 최고 책임자(전쟁의 실제 수행)였던 러시아 캅카스군 최고사령관 직위에서 해임되었다. 그의 후임은 유데니치 장군이었다. 이 전선은 10월부터 연말까지 조용했다. 유데니치는 이 기간을 재편성하는 데 사용했다. 1916년 초, 러시아군은 20만 명의 병력과 380문의 포병을 확보했다. 다른 한편으로는 상황이 매우 달랐다. 오스만 고위 사령부는 이 기간 동안 손실을 보충하지 못했다. 갈리폴리 전쟁은 모든 자원과 병력을 소모하고 있었다. 제9, 10, 11군단은 증원될 수 없었으며, 그 외에도 제1 및 제5원정군이 메소포타미아에 배치되었다. 엔베르 파샤는 그의 야망을 달성하지 못하거나 다른 전선의 심각한 상황을 인식한 후, 이 지역이 부차적인 중요성을 가진다고 결정했다. 1916년 1월 현재, 오스만군은 12만 6천 명의 병력을 보유하고 있었으며, 이 중 전투원은 5만 5백 3십 9명에 불과했다. 소총은 7만 4천 5십 7정, 기관총은 77정, 포병은 180문이 있었다. 캅카스 전역의 오스만군은 서류상으로는 많았지만, 실제로는 그렇지 않았다. 오스만군은 러시아군이 공격하지 않을 것이라고 가정했다. 이 가정은 틀린 것으로 판명되었다.

### 1916년

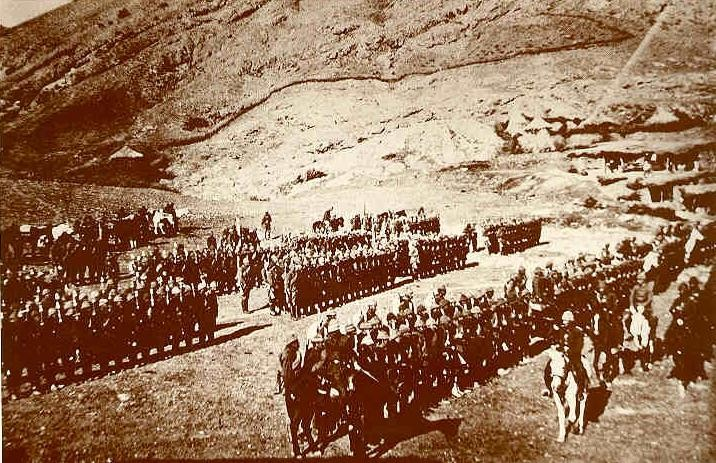
무스타파 케말이 1916년 3월 비틀리스에 있다

1월 초, 유데니치는 비밀리에 겨울 숙영지를 떠나 오스만의 주요 요새인 에르주룸으로 진격했다. 겨울은 이 지역에서 군사 활동이 활발한 시기가 아니다. 전년도에 엔베르 파샤의 제3군을 거의 전멸시킨 것은 혹독한 추위와 형편없는 도로 때문이었다. 러시아 장군 유데니치는 이를 오스만군을 기습할 기회로 보았다. 러시아군은 완전한 기습에 성공하여 쾨프뤼쾨이 전투 (1월 10일~18일)에서 겨울 숙영지에 있던 오스만 사단을 괴멸시켰다.
2월 16일, 마흐무트 카밀은 제3군에게 도시에서 철수하라는 명령을 내릴 수밖에 없었다. 유데니치가 오스만군에 비해 수적 우위를 점하고 있었기 때문이다. 그 차이가 결정적일 만큼 크지는 않았으므로, 유데니치의 계획은 오스만 방어선의 중앙을 공격하는 것이었고, 핵심 공격은 약하게 방어되는 섹터에 집중되었다. 마흐무트 카밀의 주의를 데베보윤 능선 근처에 묶어두는 양동 공격이 진행되는 동안, 러시아군은 카라괴벡 요새와 타페트 요새를 돌파했다. 그 결과 도시 방어선 두 개가 모두 뚫렸다.
4월, 캅카스군은 에르주룸에서 두 방향으로 이동했다. 한 부대는 북쪽으로 가서 고대 항구 도시 트라브존을 점령했다. 다른 부대는 무시와 비틀리스 방향으로 이동했다. 이 부대들은 제2군을 아나톨리아 깊숙이 밀어 넣고 무시 전투와 비틀리스 전투 (3월 2일 ~ 8월 24일)에서 튀르크군을 격파하며 그들 앞에서 오스만군을 몰아냈다. 비틀리스는 오스만군이 러시아군이 중앙 아나톨리아와 메소포타미아로 진격하는 것을 막기 위한 마지막 방어 지점이었다.

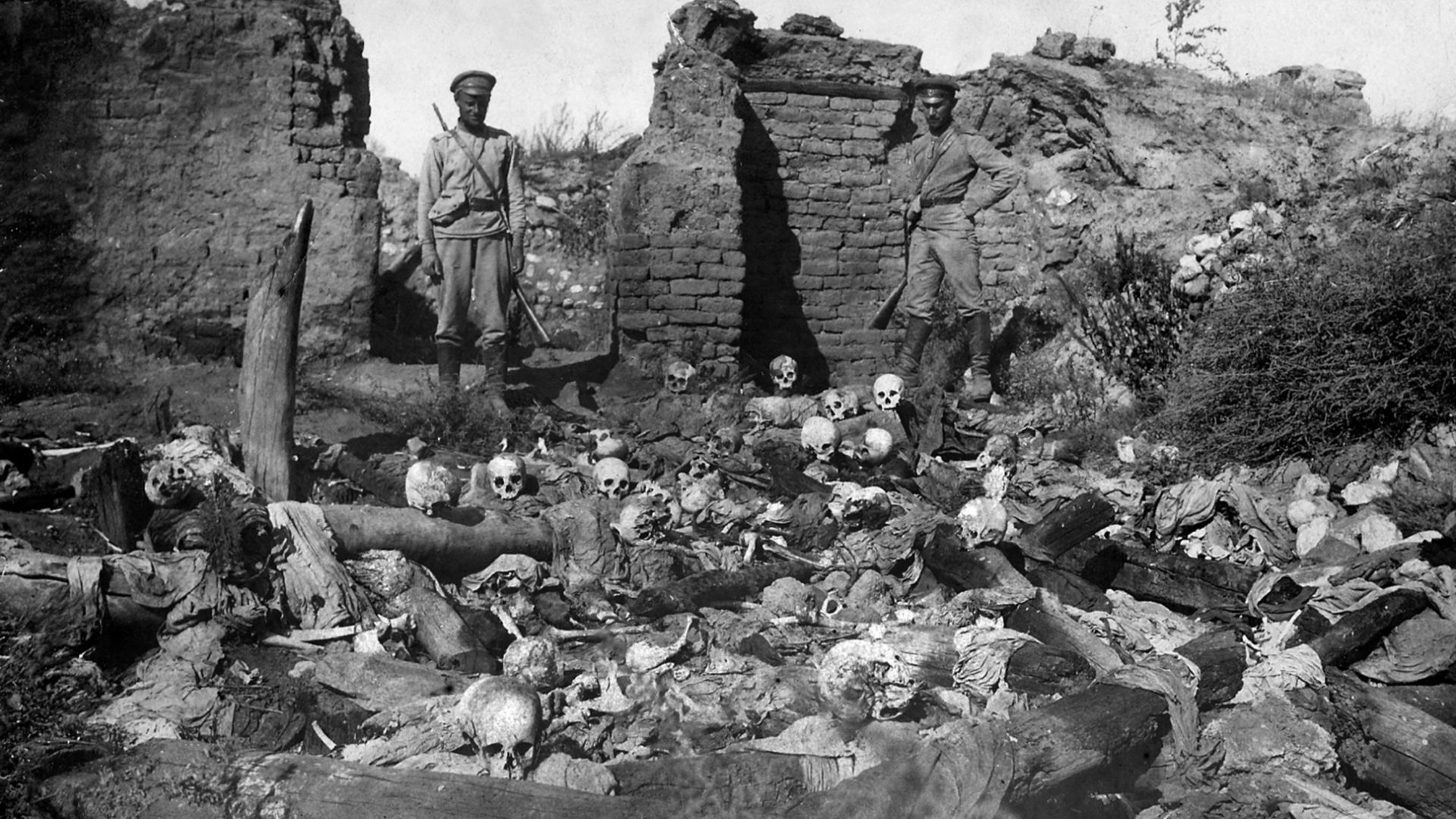
1916년, 러시아군이 무시의 옛 아르메니아 마을 셰이칼란에서 학살의 증거를 발견하고 있다

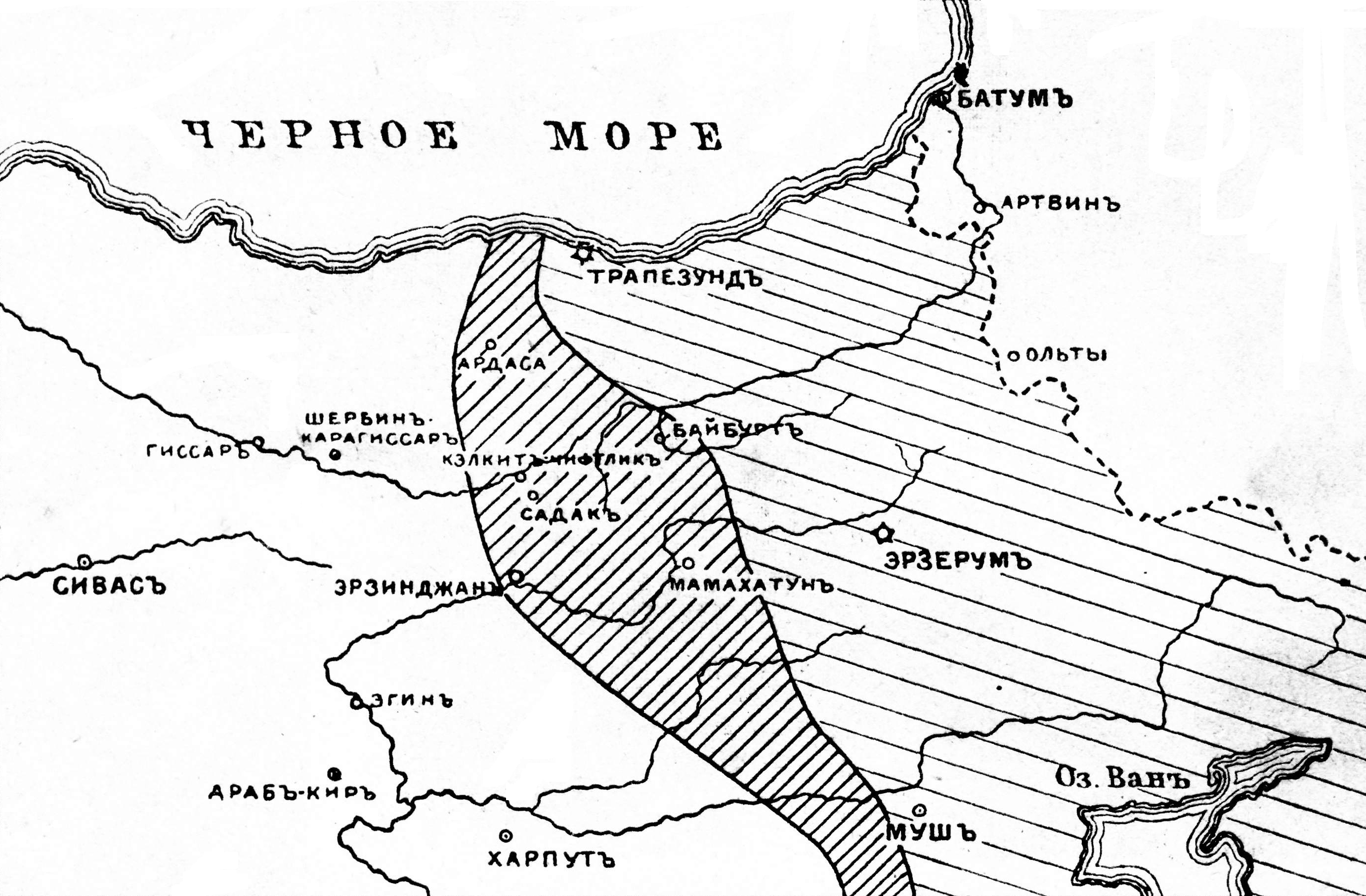
1916년 여름 러시아가 점령한 지역 (러시아 지도).

7월 동안, 유데니치 장군은 오스만 공격에 맞서 에르진잔으로 향하는 자체 공세를 펼쳤다. 이것이 에르진잔 전투 (7월 2일~25일)였다. 7월 2일, 에르진잔이 점령되었다. 튀르크군은 러시아군이 아나톨리아와 메소포타미아로 진입하는 것을 막기 위해 전선을 안정시키려 노력했기 때문에 트라브존에 대한 오스만 공세는 중단되었다.
패배 후 오스만군은 무스타파 케말에게 8월에 이 지역의 방어 조직을 맡겼다. 이 지역은 제2군이 통제하고 있었다. 무스타파 케말이 그의 직위에 임명되었을 때, 적군은 계속 전진하고 있었다. 여름 내내 반호 동쪽에서 전투가 계속되었지만, 결정적이지 않았다. 전역 초기에는 제16군단이 비틀리스와 무시를 점령했다. 이제트 파샤는 러시아 공세가 끝난 지 일주일 후에 공격하기로 결정했다. 군사력이 집결되어 해안을 따라 진격했다. 제2군은 8월 2일에 진격했다. 니콜라이 유데니치가 북쪽에서 오스만 제3군을 압박하는 동안, 오스만 제2군은 남쪽에서 반란과 나자르베키안 장군이 이끄는 러시아군 제2지부, 그리고 안드라니크 오자니안이 이끄는 아르메니아 의용대의 분견대에 맞서고 있었다. 1916년 8월 1일부터 9일까지 전투가 벌어진 후, 오스만군은 압도당했고, 이 지역 전체는 러시아 제국과 아르메니아 의용대에 함락되었으며, 따라서 반에 대한 공격은 저지되었다.
9월 말까지 오스만 공격은 종료되었다. 제2군의 손실은 사망 및 부상 30,000명이었다. 러시아군은 전선을 강화했다. 그들은 오스만 공세 개시 후 2주 만에 반격으로 대응할 만큼 강력했다. 러시아군은 진격을 저지했다.
9월부터 러시아 혁명까지, 러시아 해군은 여전히 흑해를 지배했다.
1916년 남은 기간 동안 튀르크군은 캅카스 전선에서 조직적 및 작전적 변화를 주었다. 다행히도 오스만 지휘관들에게는 러시아군이 이 기간 동안 조용했다. 1916~17년의 겨울은 매우 혹독하여 전투가 거의 불가능했다.

### 1917년

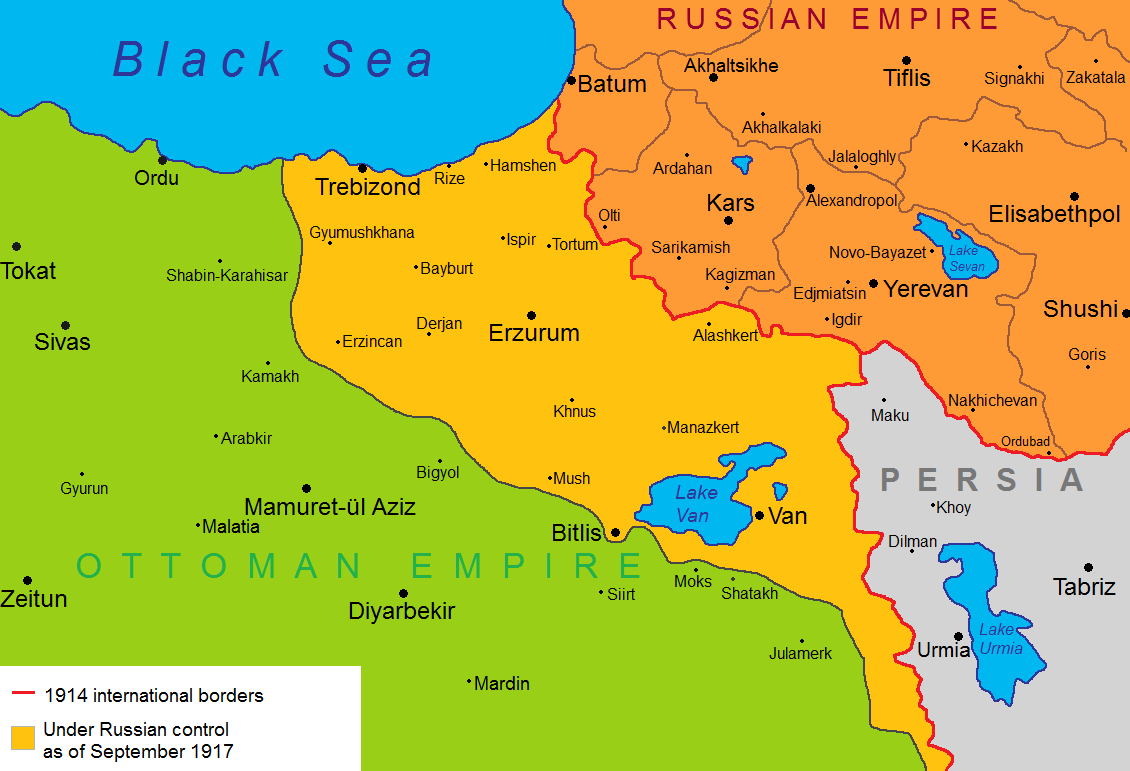
1917년 9월 현재 러시아가 통제하는 서아르메니아 영토

1917년 봄 동안 군사적 상황은 변하지 않았다. 러시아의 재공격 계획은 결코 구체화되지 않았다. 한편, 러시아는 정치적, 사회적 혼란에 빠져 있었다. 이는 군대에도 영향을 미쳤다. 러시아 혁명으로 인한 혼란은 모든 러시아 군사 작전을 중단시켰다. 러시아군은 철수를 시작했다. 러시아 병사들도 러시아 국민도 전쟁을 계속하기를 원치 않았다. 러시아군은 서서히 해체되었다. 1917년 봄부터 상황은 완전히 불리해졌는데, 새로운 티푸스, 괴혈병, 그리고 위생 및 음식 문제로 인한 유사한 문제들이 캅카스군에서 매우 흔해졌기 때문이다.
1917년 러시아 혁명 전까지 오스만 제국이 캅카스에서 작전을 수행하는 것은 상상할 수 없는 일이었다. 사리카미스 전투 이후 오스만 부대들은 점령된 오스만 영토의 지역을 지키기 위해 "거의 항상" 재앙적인 상황에 처해 있었다. 오스만군은 1917년 동안 혼란스러운 상황을 이용할 수 없었는데, 그들의 부대가 좋은 상태에 있지 않았기 때문이다. 엔베르는 팔레스타인과 메소포타미아에서 영국의 압력 때문에 다섯 개 사단을 이 지역에서 이동시켰다.
3월 1일, 페트로그라드 노동자 및 병사 대표 소비에트에서 발행된 "제1호" 명령에는 군대의 민주화를 구상하는 조항이 포함되었다. 이 서면 명령은 군사 부대가 대표를 선출할 수 있도록 했다. 1917년 3월 9일, 특별 남캅카스 위원회가 러시아 임시정부에 의해 국회 의원 V. A. 하를라모프를 의장으로 하여 니콜라이 니콜라예비치 대공을 대신하여 자캅카스 민정 최고 기관으로 설립되었다. 새로운 정부는 유데니치 장군을 중앙아시아의 직위로 재배치했다. 유데니치 장군은 이 배정 후 육군에서 은퇴했다.
여름 동안, 서아르메니아 점령 중 러시아군은 비상 조치를 고려하기 위한 회의를 후원하고, 1917년 12월에 준비될 안드라니크 휘하의 20,000명 민병대를 구성하는 계획을 채택했다. 민간 위원 하코브 자브리에프 박사는 안드라니크를 소장으로 승진시켰다. 안드라니크 사단의 구성은 다음과 같았다:
- 제1여단:
  - 에르진잔 연대
  - 에르주룸 연대
- 제2여단:
  - 크누스 연대
  - 알라슈케르트 연대
- 제3여단:
  - 반 연대
  - 제이툰 기마 연대

1917년 9월 14일, 거의 완전히 해체될 지경에 이른 이 지역의 러시아군은 지휘권을 상실했고, 마을 사람들의 약탈 경향이 증가했다. 가을 말경, 캅카스 전선 총사령관 프르제발스키는 이미 해체를 늦추기 위해 군대 내에 국가 아르메니아 및 조지아군을 창설할 것을 명령했다. 러시아군의 동원 해제 문제(모든 전선에서 러시아군은 동일한 문제를 겪었다)는 어떤 면에서 러시아 정부의 종말을 가져오고 볼셰비키가 쉽게 권력을 잡는 데 도움이 될 것이었다. 1917년 11월, 상트페테르부르크에서 볼셰비키가 권력을 장악한 후 "남캅카스 위원회"를 대체하는 독립된 자캅카스 정부가 티플리스에서 "자캅카스 집행위원회(자캅카스 세임)"로 설립되었다.
자캅카스 세임은 조지아 멘셰비키 니콜라이 치헤이제가 이끌었다. 그러나 자캅카스 세임은 이 지역의 병력이 더 작은 국가군으로 분해되는 것을 막는 데 실패했다. 아르메니아인들은 자캅카스 세임에 대표를 보냈지만, 동시에 예레반의 동아르메니아 지도자들은 아르메니아 군단을 설립하려고 노력했다. 아르메니아인들은 연합국과 러시아를 지지하고 러시아의 지원을 받아 국가군을 설립하는 정치적 전략을 기반으로 존재를 유지할 계획이었다. 나자르베코프 장군이 지휘관으로 선정되었다.
- 제1사단장 흐리스토포르 아라라토프 장군은 예레반에 의해 배정되었다:
  - 제1 에르주룸 및 에르진잔 연대,
  - 제2 크누스 연대,
  - 제3 예레반 연대,
  - 제4 에르진잔 및 예레반 연대.
- 제2사단장 모브세스 실리키안 대령도 예레반에 의해 배정되었다:
  - 제5 반 연대,
  - 제6 예레반 연대,
  - 제7 및 제8 알렉산드로폴 연대.

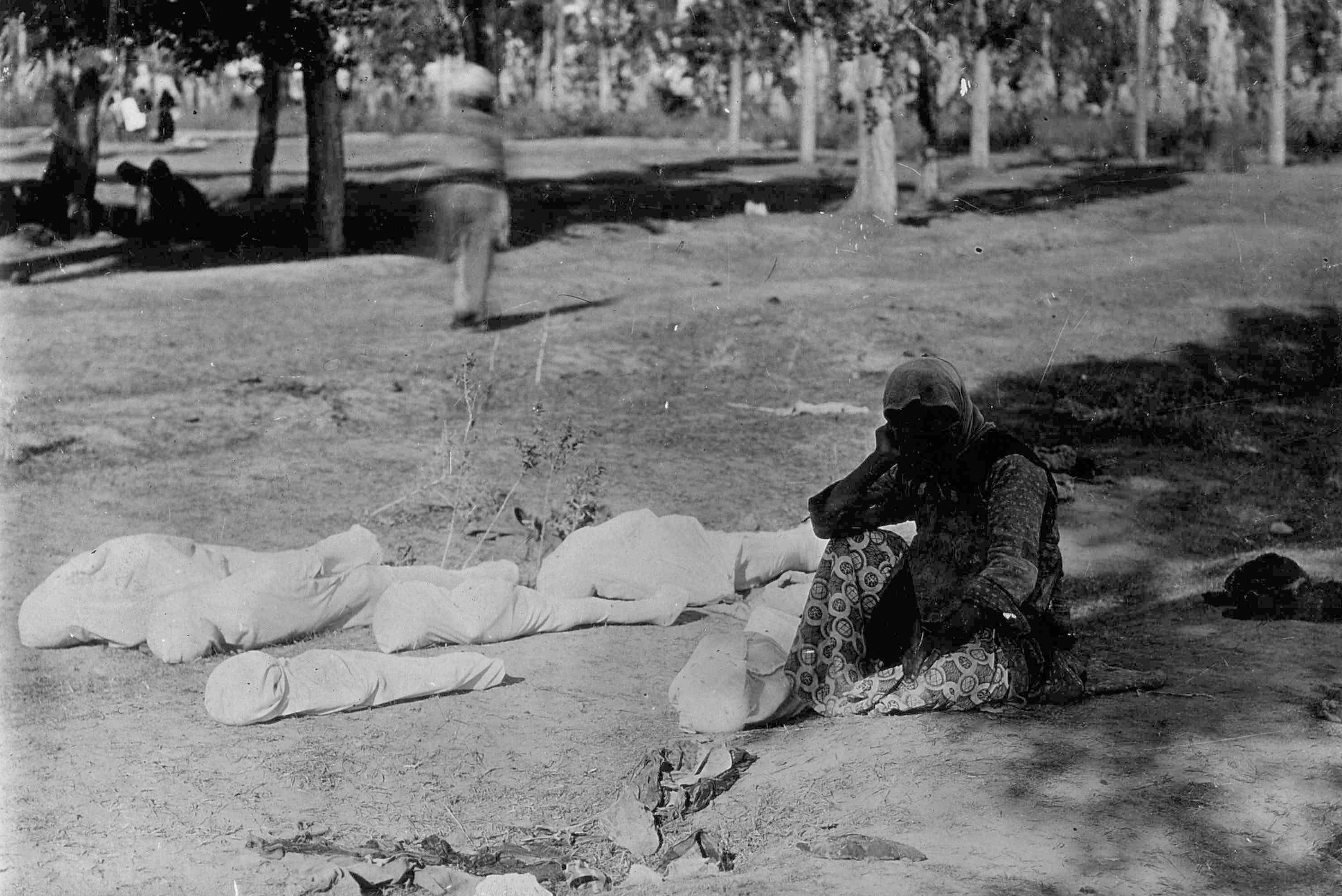
다섯 자녀의 시신 옆에서 비탄에 잠긴 아르메니아 어머니

아르메니아 군단의 참모장은 빅킨스키 장군이었다. 각 4개 연대로 구성된 사단은 또한 3개의 정규 연대와 1개의 보급 연대를 가지고 있었다. 그들의 총 병력은 32,000명의 사병이었다. 이러한 정규 병력 외에도 유능한 남성들도 무장했다. 이 무장 민간인 인구로부터 40,000명에서 50,000명에 달하는 병력이 형성되었다. 바쿠에서만 러시아군은 아르메니아인들에게 160문의 대포, 180정의 기관총, 1억 6천만 발의 탄약을 남겨주었다.
10월 23일, 10월 혁명 동안 오스만 제3군은 문주르 산맥에서 흑해까지 190km 지역을 66개 대대, 30,000명의 전투원, 177정의 기관총, 157문의 대포로 방어하고 있었다. 기관총, 동물, 보급, 수송, 의류 등 모든 것이 문제였다. 러시아는 에르주룸과 트라브존을 강화했다. 러시아는 9대, 오스만은 3대의 비행기를 가지고 있었다. 러시아군은 트라브존 서쪽에서 에르진잔-케마흐 통로를 따라 툰젤리 남쪽과 무라트 강을 거쳐 반호와 바슈칼레까지 전선을 형성했다. 이 전선에서 러시아군은 제3군에 맞서 86,000명의 전투원과 146문의 대포를 가지고 있었다. 상황은 교착 상태였다.
1917년 12월 5일, 에르진잔 휴전 협정(에르진잔 휴전 협정)이 에르진잔에서 러시아와 오스만 제국 간에 서명되었다. 이는 러시아와 오스만 제국 간의 전투를 종결시켰다. 12월부터 2월 7일까지 아르메니아 군단의 연대들은 즉시 전선으로 급파되었다. 그들은 귀향하는 러시아 병사들이 놀랍게도 전선에서 멀어지지 않고 전선으로 향하는 것을 보며 도중에 광경을 연출했다. 러시아 병사들은 새로 건설된 아르메니아 국가군에게 장비와 총을 남겼다. 1917년 내내 이러한 잔여 병력의 국유화(또는 일부 출처에서는 "민주화") 이후, 1917년 말에는 이 지역에 효과적인 러시아 군사력이 존재하지 않았다.
1918년이 시작될 무렵, 연합국, 남부의 코사크족, 조지아인, 폰투스 그리스인, 아르메니아인들은 이 지역에서 집결하여 오스만 제국에 대항하는 저항선을 구축할 의지가 있었다. 러시아와 오스만 제국 사이에 합의가 이루어질 경우, 이것이 오스만 제국에 대항하여 계속 싸울 수 있는 유일한 전략이었다. 러시아 병사들이 캅카스 전선에서 철수한 후 이 지역에 남아 있던 아르메니아인들은 영국으로부터 100만 루블의 지원을 받았다.

### 1918년
볼셰비키 혁명으로 러시아의 광대한 남부 영토는 무방비 상태가 되었는데, 다만 토브마스 나자르베키안이 지휘하는 러시아 무기로 무장한 몇 천 명의 아르메니아 자원병과 안드라니크가 이끄는 서아나톨리아 난민으로 구성된 훨씬 더 작은 병력이 예레반에서 반, 에르진잔까지 이어지는 전선을 따라 배치되어 있었다. 2월 2일, 튀르키예군은 러시아군이 버린 해체된 캅카스 전선에서 공격을 개시했다. 흩어지고 제대로 조직되지 않은 조지아 및 아르메니아 부대를 격파한 오스만군은 1915-17년에 러시아 제국에 빼앗겼던 영토를 신속하게 회복했다. 오스만군은 캅카스의 옛 러시아 소유지를 침공하고 이 지역은 러시아로부터 분리되었다. 베히브 파샤가 이끄는 제3군의 공세는 2월 5일에 시작되었다. 오스만군은 티레볼루와 비틀리스 사이의 선 동쪽을 통해 이동하여 2월 7일 켈키트, 2월 13일 에르진잔, 2월 19일 바이부르트, 2월 22일 테르잔, 그리고 2월 24일 흑해 항구 트라브존을 점령했다. 입항하는 해상 증원군이 트라브존에서 상륙하기 시작했다. 만지케르트, 히느스, 오투, 쾨프뤼쾨이, 토르툼이 다음 2주 동안 이어졌다. 3월 24일까지 오스만군은 1914년 국경을 넘어 옛 러시아 제국 영토로 진입하고 있었다.

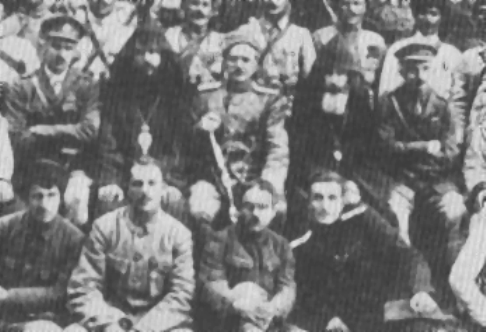
1918년 안드라니크 장군은 반의 아르메니아인들이 오스만군으로부터 동아르메니아로 탈출할 수 있도록 도왔다. 그와 그의 병력은 산악 아르메니아 공화국이 선포된 나고르노카라바흐와 잔게주르 사이에서 싸웠다.

3월 3일, 탈라트 파샤 대재상은 러시아 소비에트 연방 사회주의 공화국과 브레스트-리토프스크 조약에 서명했다. 볼셰비키 러시아는 바투미, 카르스, 아르다한을 양도했는데, 이 지역들은 러시아가 러시아-튀르크 전쟁 (1877년~1878년) 동안 점령했던 곳이다. 이 조약은 또한 자캅카스가 독립을 선언해야 한다고 규정했다. 이러한 조항 외에도 러시아가 아르메니아 민족군을 동원 해제할 의무가 있다는 비밀 조항이 삽입되었다.

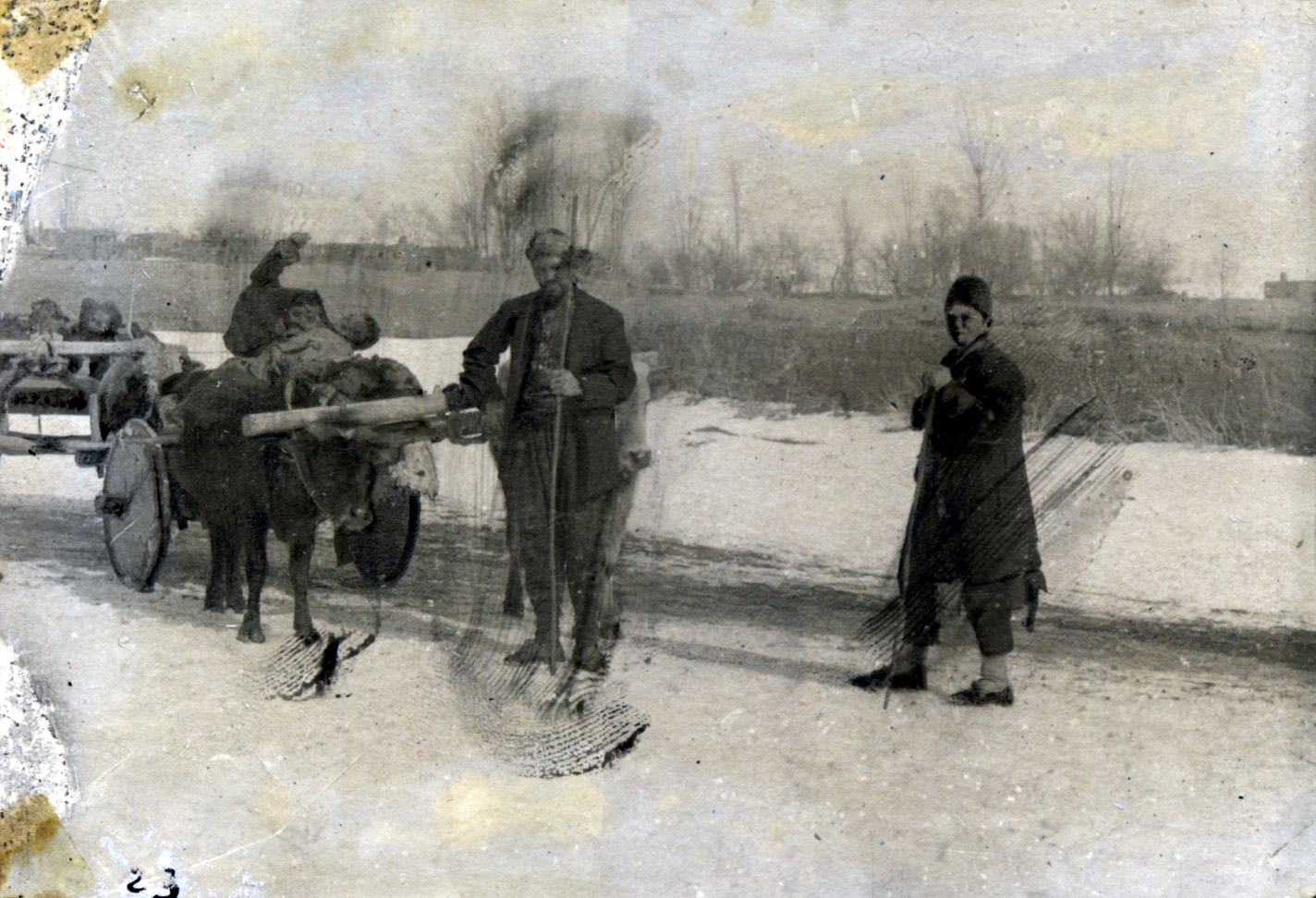
에르진잔의 아르메니아인 지구에서 수습된 민간인 시신

오스만 제국과 자캅카스 의회 대표단 간의 평화 회의가 3월 14일에 소집되었다. 엔베르 파샤는 브레스트-리토프스크에서 합의된 동아나톨리아 지방의 오스만 재점령을 인정하는 대가로 캅카스의 모든 주장을 포기하겠다고 제안했다. 4월 5일, 자캅카스 대표단장 아카키 치헨켈리는 브레스트-리토프스크 조약을 추가 협상의 기초로 받아들이고, 통치 기관에 이 입장을 수락할 것을 촉구하는 전보를 보냈다. 티플리스에 만연한 분위기는 매우 달랐다. 티플리스는 자신들과 오스만 제국 간의 전쟁 상태의 존재를 인정했다.
4월 14일, 오스만군 10,000~12,000명이 이틀간의 경미한 전투 후 바투미 항구와 그 수비대 3,000명을 점령했다. 1918년 4월 23일, 오스만군은 이제 아르메니아와 비볼셰비키 러시아군이 실질적으로 통제하는 카르스 요새 도시를 포위했다. 이 요새는 1877년 점령 이후 러시아군에 의해 상당히 강화되었고, 수비대는 강력하고 잘 보급되어 있었다. 수비대는 약 10,000명이었으며, 154문의 고정 포병, 67문의 예비 포병, 46정의 요새 기관총, 20정의 예비 기관총, 11,000정의 소총을 보유하고 있었다.
자캅카스 민주연방공화국 외무장관 아카키 치헨켈리는 이전에 오스만군과 첫 접촉 시 도시에 항복하라고 명령했는데, 이는 그의 연립 정부의 아르메니아인 구성원들에게 알리지 않고 한 일이었다. 이 명령은 따르지 않았지만, 수비대를 혼란에 빠뜨렸고 포위전 전후 수천 명의 민간인이 탈출하는 부분적인 원인이 되었다. 이와는 별개로, 아르메니아인들은 포위되어 수적으로 열세이며 구원으로부터 고립되어 무기한으로 도시를 지킬 수 없다는 것이 모든 관련자들에게 분명했다. 결과적으로, 수비대는 도시를 위해 싸우지 않고 평화적으로 탈출할 방법을 모색했다. 오스만군은 수비대가 도시를 평화롭게 떠나도록 허용했지만, 요새 전체와 무기고를 온전히 항복해야만 했다. 예레반에 주둔한 아르메니아 군단 사령관 나자르베코프 장군은 프랑스 중개자를 통해 1918년 4월 25일 도시와 수비대의 항복에 동의했다. 동시에 도시를 둘러싼 포대는 점령되었고, 저녁에는 오스만 제1캅카스 군단 소속 연대가 도시에 진입하여 통제권을 장악했다. 오스만군은 항복으로 11,000정의 소총, 2백만 발의 탄약, 67문의 대포, 19정의 기관총을 얻었다.
5월 11일, 바투미에서 새로운 평화 회담이 열렸고, 오스만 제국은 알렉산드로폴과 에치미아진뿐만 아니라 티플리스까지 요구 범위를 확장했다. 공화국 대표단의 아르메니아와 조지아 대표들은 시간을 끌었다. 오스만군은 5월 21일 다시 진군하여 사르다라파트 전투 (5월 21일~29일), 카라 킬리세 전투 (1918년) (5월 24일~28일), 그리고 바시 아바란 전투 (5월 21일~24일)로 이어졌다. 아르메니아인들은 오스만군에게 패배를 안겨주었지만, 아르메니아군은 흩어졌다. 한편, 바투미에서는 독일이 중재한 오스만과 자캅카스 정부 간의 평화 회담이 열렸지만, 1918년 5월 24일에 성과 없이 종료되었다. 이틀 후, 조지아는 연방에서 탈퇴하고 프리드리히 프라이헤르 크레스 폰 크레센슈타인과 프리드리히 베르너 폰 데어 슐렌부르크가 이끄는 독일 사절단의 지원을 받아 독립 공화국을 선언했으며, 이는 포티 조약으로 공식화되었다. 같은 날, 아르메니아 제1공화국이 독립을 선언했고, 이어서 아제르바이잔 민주공화국이 독립을 선언했다.
6월 4일, 아르메니아 제1공화국은 바툼 조약에 서명해야만 했다. 그러나 안드라니크 오자니안의 지휘 아래 카라바흐 산악 지역의 아르메니아인들은 여름 내내 오스만 제3군에 저항하며 산악 아르메니아 공화국을 세웠다. 8월에는 이 지역의 행정 중심지인 슈샤에 독립 정부를 수립했다.
6월, 독일군이 도착하여 캅카스의 영향력과 자원, 특히 바쿠의 유전에 대해 오스만 제국과 경쟁했다. 6월 초, 베히브 파샤 휘하의 오스만군은 티플리스로 가는 주요 도로에서 공세를 재개하여 독일-조지아 연합군과 대치했다. 6월 10일, 제3군이 공격하여 많은 포로를 잡았고, 이는 베를린에서 오스만 제국에 대한 모든 병력과 지원을 철수하겠다는 공식적인 위협으로 이어졌다. 오스만 정부는 독일의 압력에 굴복하여 잠시 조지아로의 추가 진격을 중단하고, 전략적 방향을 아제르바이잔과 이란으로 재조정해야 했다. 치헨켈리, 주라브 아발리슈빌리, 니코 니콜라제로 구성된 조지아 대표단은 베를린으로 가서 조약을 협상했으나, 11월 독일의 붕괴로 중단되었다.

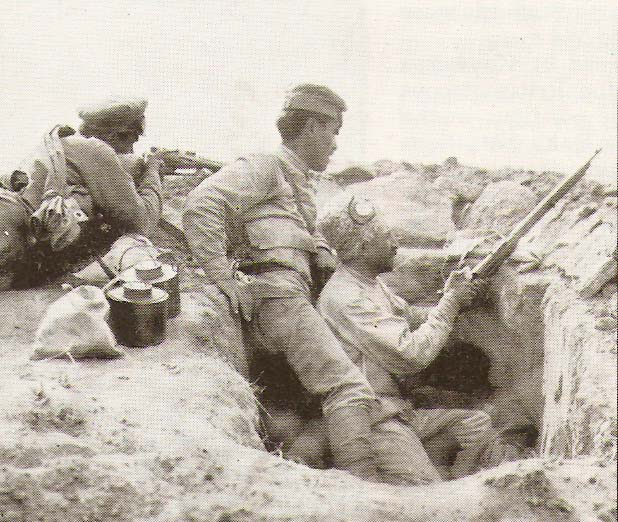
바쿠 전투 중 아르메니아 수비대.

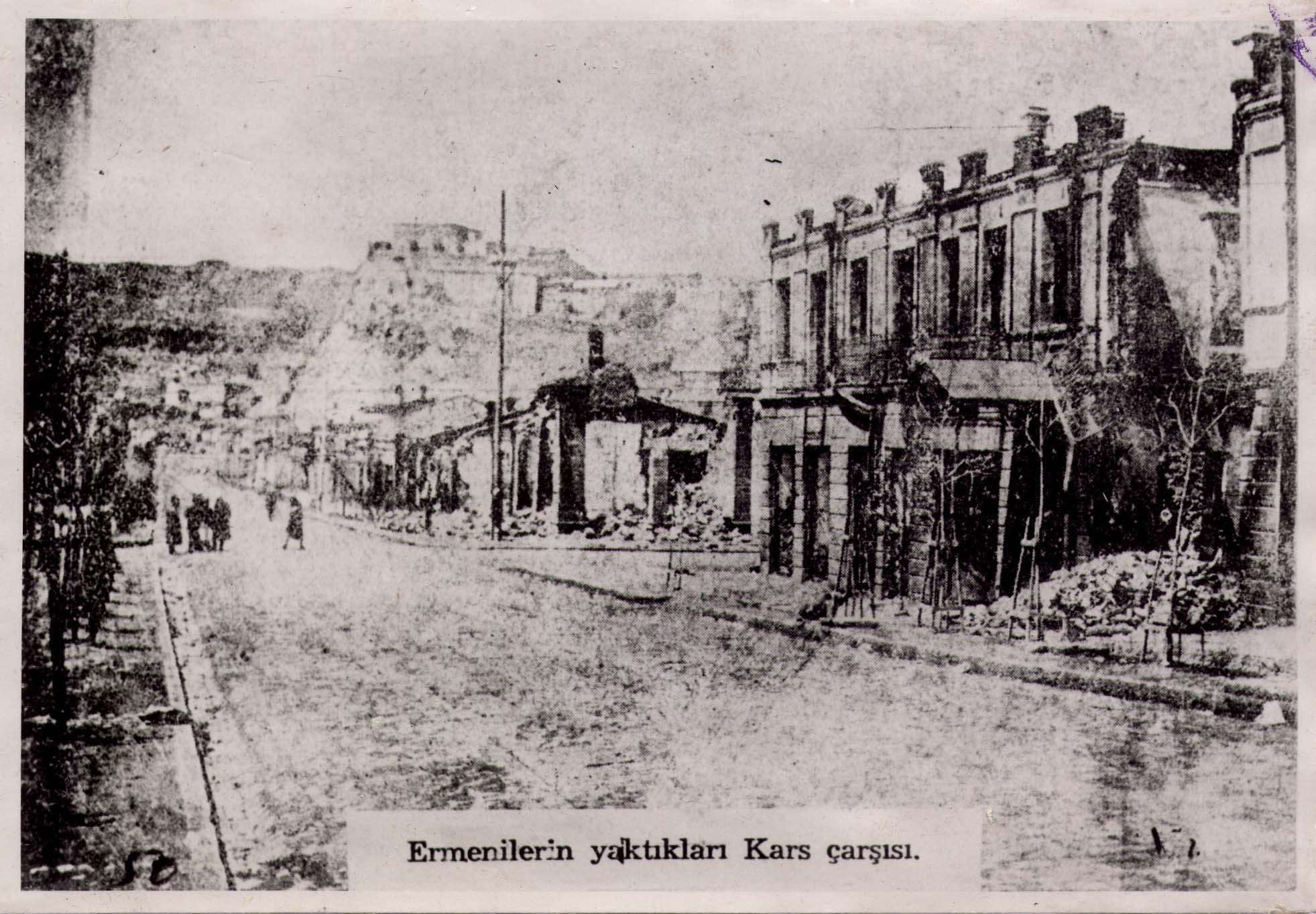
화재로 파괴된 카르스 상업 지구

엔베르 파샤는 3월에 "이슬람군"이라는 새로운 부대를 창설했는데, 병력은 14,000명에서 25,000명 사이였다. 모두 무슬림이었고 대부분 튀르키예어를 사용했다. 7월에 그는 이들을 카스피 중앙 디크타투라로 보내 9월에 영국으로부터 바쿠를 점령하는 것을 목표로 삼았다.
10월, 오스만군 병사들은 안드라니크 장군의 아르메니아군을 산악 나고르노카라바흐와 잔게주르까지 추격했다. 전투는 치열했지만 결정적이지 않았다. 안드라니크의 지휘 아래 아르메니아 민병대는 바란다 강으로 진격하려던 오스만 부대를 전멸시켰다. 이 부대들 간의 무력 충돌은 무드로스 휴전 협정이 10월 30일에 서명될 때까지 계속되었다. 그때까지 오스만 제국은 동아나톨리아에서 러시아에게 잃었던 모든 영토를 되찾았다. 휴전으로 안드라니크 장군은 동쪽으로 더 진격하고 나히체반으로 이어지는 전략적 회랑을 형성할 기반을 마련할 수 있었다.

## 사상자
1938년에 저술한 안톤 케르노프스키는 이 전역에서의 러시아군 사상자를 다음과 같이 보고한다: 전사자 22,000명, 부상자 71,000명, 포로 6,000명, 동상 환자 최대 20,000명; 총 119,000명과 포 8문 손실. 1916년 6월~9월이라는 더 짧은 기간에 대해 역사가 윌리엄 앨런과 파벨 무라토프는 회복 불가능한 손실이 50,000명이었다고 보고한다. 오스만 제국은 러시아 제국이 붕괴될 때까지 캅카스에서 9,216명의 포로를 잡았다고 보고되었다.
케르노프스키는 오스만 제국이 350,000명의 사상자와 650문의 포를 잃었다고 보고한다. 앨런과 무라토프는 오스만 제국의 사상자가 300,000명을 초과했다고 보고한다. 여기에는 질병과 탈영으로 인한 손실이 포함된다. 알렉세이 올레이니코프와 안드레이 보리시우크는 오스만 제국의 전투 손실을 300,000명으로 추정한다. 오스만 기록 보관소의 기록을 사용하여 미국 역사가 에드워드 J. 에릭슨은 이 전역에서의 오스만 손실을 전투 또는 단계별로 추정했으며, 총 235,733명의 전투 사상자(전사자 83,083명, 중상자 113,570명 [불구], 포로 39,080명)가 발생했다.
그러나 케르노프스키는 오스만군 100,000명이 포로로 잡혔다고 보고한다. 올레이니코프는 포로 수송에 대한 러시아 보고서를 인용하여 오스만 포로가 약 100,000명이었다고 추정한다. 세르게이 올덴부르크는 파리 주재 러시아 대사관 문서를 바탕으로 오스만 포로가 65,000명이었다고 보고한다.
『압류와 파괴: 청년 튀르크의 아르메니아인 재산 압류』의 저자인 역사학자 우구르 위미트 윈괴르는 러시아군과 그 아르메니아 의용대가 현지 튀르크인과 쿠르드족에게 많은 잔학 행위를 저질렀다고 말했다. 1916년 러시아 침공 이후 현지 무슬림 튀르크인과 쿠르드족의 상당 부분이 서쪽으로 도피했다.
일부 보고서에 따르면 러시아 연합군의 병력에 의해 살해된 무슬림의 수는 60만 명이다.

## 아르메니아인 집단학살
캅카스 전역 동안, 오스만령 아르메니아는 아르메니아인 집단학살의 일환으로 기독교 아르메니아인 인구의 대부분이 사라졌다. 아르메니아인들은 시리아 사막 한가운데에 있는 수용소로 긴 죽음의 행진을 강요당하여 질병, 경비병의 학대, 학살, 도중의 쿠르드족 습격, 굶주림으로 죽거나, 거부하면 무차별 학살당했다. 두 시나리오 모두 오스만 튀르크족의 목표, 즉 서아르메니아 점령을 계속하기 위해 아르메니아인들을 그들의 고향에서 제거하는 것을 달성했다. 인종 청소와 학살로 인해 60만에서 150만 명의 아르메니아인이 사망했고, 수천 년간의 아르메니아 유산(수도원, 교회, 묘지, 주택, 학교 및 기타 건물 형태)이 파괴되었으며, 프랑스와 미국과 같은 국가에서 아르메니아 디아스포라가 대규모로 확장되었고, 현대 튀르키예와 아르메니아 국가 간의 지속적인 분쟁이 발생했다.

## 전후

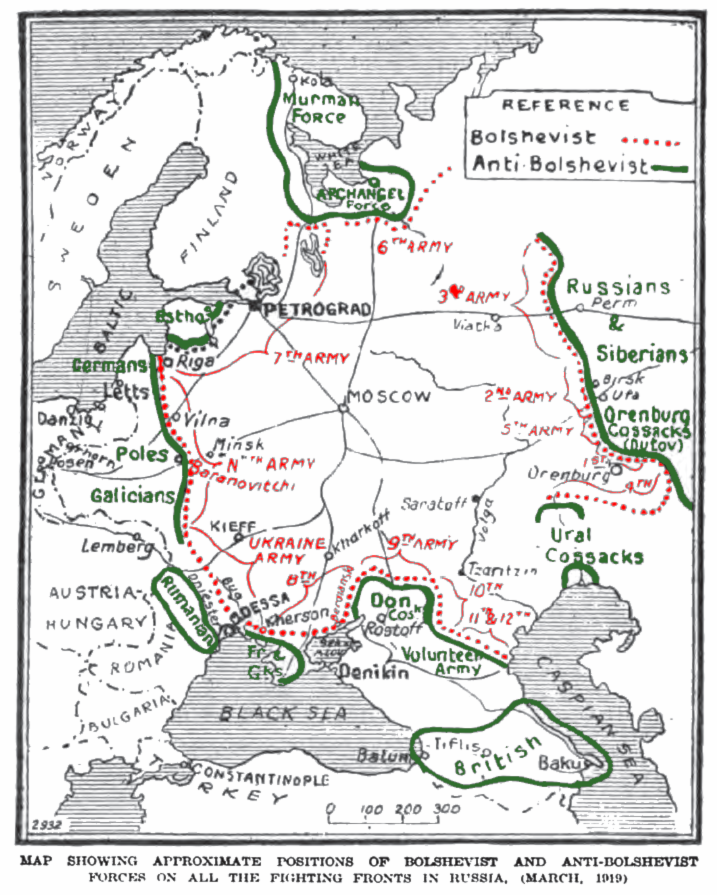
휴전 후 던스터포스 병력 배치 위치

오스만 제국은 제1차 세계 대전에서 연합국에게 패배했지만, 캅카스 지역의 국경은 해결되지 않았다. 휴전 2년 후, 1920년 8월 10일 세브르에서 연합 및 연합국과 오스만 제국 간에 평화 조약이 체결되었다. 러시아는 전쟁 내내 전략적 주도권을 유지했으며, 1916년에는 가장 전투력이 뛰어난 튀르크군 두 개가 사실상 파괴되는 작전으로 정점에 달했다. 1917년에는 오스만 이라크 전체를 점령할 계획이었고, 러시아는 모술을 점령할 예정이었으나, 다가오는 혁명으로 인해 이는 좌절되었다. 러시아가 전쟁에서 실제로 철수한 후, 튀르크는 거의 모든 영토를 되찾았지만, 아르메니아를 점령하지는 못했다. 이후의 러시아 내전은 엔베르 파샤가 이끄는 오스만군(캅카스 이슬람군)이 남캅카스 깊숙이 진격하여 자캅카스 민주연방공화국의 해체를 야기했으며, 이슬람 캅카스군은 카스피해에 도달하여 바쿠 전투에서 결정적인 승리를 거두어 사실상 전쟁을 종식시켰다.

### 영토 분쟁
전쟁 후, 자바케티와 로리 지방을 놓고 조지아-아르메니아 전쟁 (1918년)이 곧바로 이어졌고, 아르메니아가 로리 지방을 얻었다. 아르메니아와 아제르바이잔은 카라바흐와 나히체반을 놓고 아르메니아-아제르바이잔 전쟁 (1918년~1920년)에 참여했으며, 아르메니아는 반서방적인 튀르키예 국민 운동을 지지하는 소련의 개입으로 둘 다 잃었다. 1920년 튀르키예-아르메니아 전쟁은 더 많은 아르메니아 땅의 점령/인구 감소를 초래했다.

### 캅카스의 소비에트화

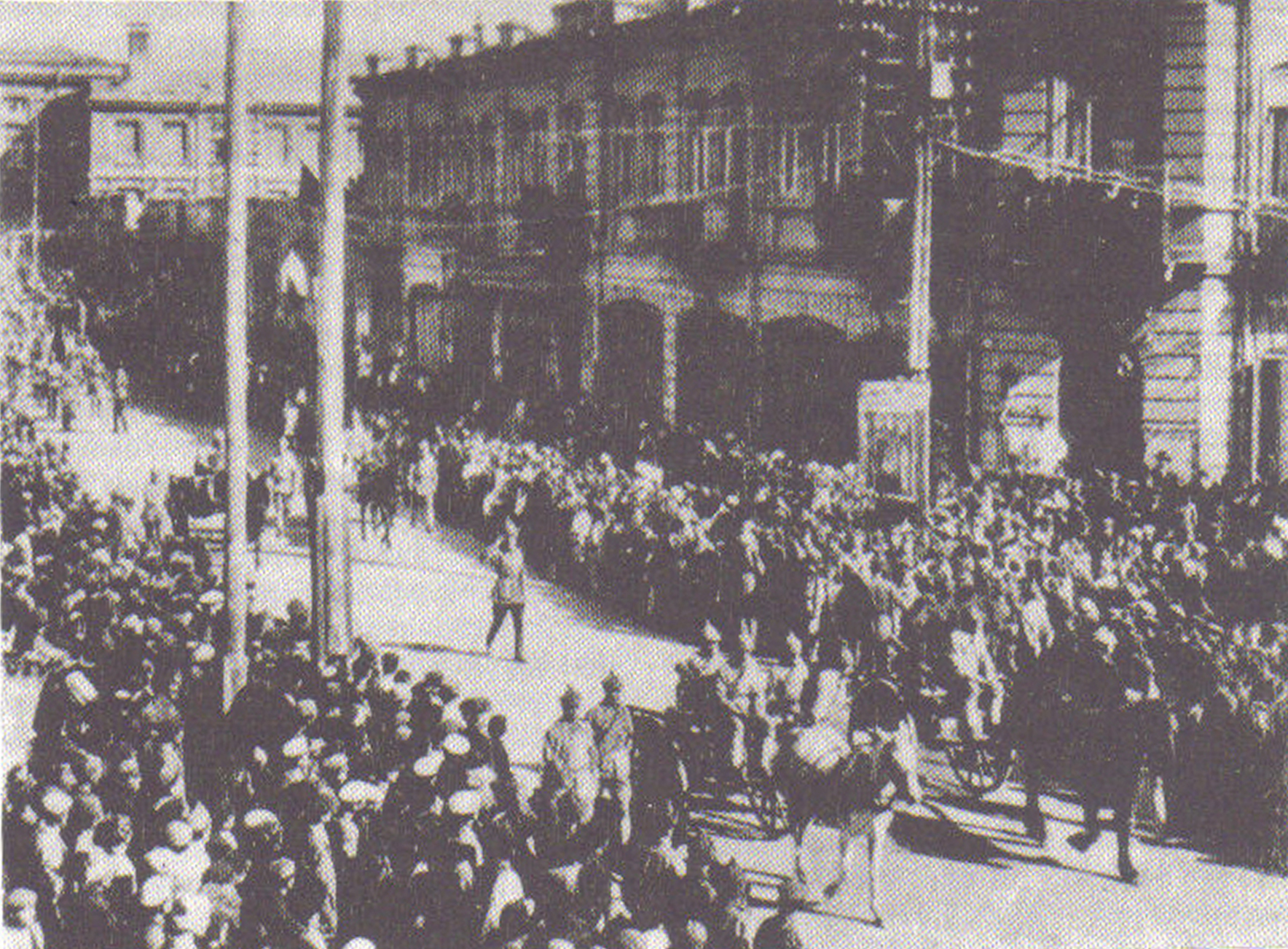
1920년 소련 붉은 군대 제11군이 예레반에 입성하고 있다.

1920년 4월 27일, 아제르바이잔 민주공화국(ADR) 정부는 소련군이 북부 국경을 넘어 ADR을 침공하려 한다는 통보를 받았다. 서쪽으로는 아르메니아와 카르바흐를 놓고 전쟁 중이었고, 동쪽으로는 현지 아제르바이잔 공산주의자들이 정부에 반란을 일으켰으며, 북쪽으로는 러시아 붉은 군대가 데니킨의 백러시아군을 격파한 후 꾸준히 남쪽으로 진군하고 있었다. ADR은 공식적으로 소련에 항복했지만, 많은 장군들과 현지 아제르바이잔 민병대가 소련군의 진격에 계속 저항했고, 소련이 새로 선포된 아제르바이잔 소비에트 사회주의 공화국을 안정시키는 데는 시간이 걸렸다. 1920년 12월 4일, 아르메니아 제1공화국 정부는 사실상 항복했다. 12월 5일, 주로 나고르노카라바흐 출신 아르메니아인들로 구성된 아르메니아 혁명위원회(레프콤)가 예레반에 입성했다. 12월 6일, 펠릭스 제르진스키의 무시무시한 비밀 경찰인 체카가 도시에 입성하여 사실상 아르메니아 제1공화국의 모든 존재를 종식시켰다. 알렉산드르 미아스니키안의 지휘 아래 아르메니아 소비에트 사회주의 공화국이 선포되었다. 1921년 2월 25일, 조지아 민주공화국의 소련군 파괴가 일어났다.
1921년 10월 23일, 카르스 조약으로 적대 행위가 끝났다. 이 조약은 1921년 3월의 이전 모스크바 조약의 후속 조약이었으며, 1922년 9월 11일 예레반에서 비준되었다. 소련은 카르스 조약을 체결했는데, 이 조약은 1923년에 튀르키예를 공화국으로 선포한 튀르키예 대국민의회와 볼셰비키 러시아, 소련 아르메니아, 소련 아제르바이잔, 소련 조지아 (이 모든 국가들은 1922년 12월 연합 조약 이후 소련의 일부가 되었다) 대표들 간에 1921년에 체결된 조약이다.

## 같이 보기
- 아르메니아인 집단학살
- 사이크스–피코 협정